# Trujillo (Perú)
Trujillo es una ciudad peruana, capital de la provincia homónima y del departamento de La Libertad. Es la tercera ciudad más poblada del país con 1 067 700 habitantes en el año 2025. Está situada en la Costa Norte peruana, en el margen derecho del río Moche, en el valle de Moche. La ciudad comprende 6 distritos y el área metropolitana, de la cual forma parte, Se extiende sobre un área urbana de 164 km² y la conforman 11 distritos.
A nivel industrial es reconocida como un centro de producción de cuero y de calzado, además de un importante eje agroindustrial. La ciudad se ha caracterizado tradicionalmente por su variada actividad comercial a nivel regional y nacional, siendo un punto de paso obligado para la costa norte del país y con provincias que se conectan a Áncash y Cajamarca, importancia que se reconocía desde la época colonial.
El emplazamiento sobre el cual se encuentra este núcleo urbano fue fundado por Diego de Almagro, a finales de 1534, bajo la denominación de «Trujillo de Nueva Castilla» (grafía fundacional: Truxillo). Dicho acto fue oficializado el 5 de marzo de 1535 con la instalación de su primer cabildo, a cargo del marqués Francisco Pizarro, bajo el nombre de «Villa de Trujillo», en honor a su natal Trujillo. El 23 de noviembre de 1537 mediante real cédula expedida por Carlos V pasó a denominarse «Ciudad de Trujillo».
Durante la época colonial la ciudad funcionó como capital de la Intendencia y el corregimiento del mismo nombre. Fue una de las primeras ciudades del país en contar con una corte de justicia una vez independiente. En 1823, Riva Agüero se instaló en Trujillo tras ser destituido, pero su gobierno carecía de reconocimiento legal, mientras que el Congreso en Lima continuaba en funciones y nombró a Torre Tagle como nuevo presidente.En 1824, para facilitar la campaña por la independencia, Trujillo fue declarada capital provisional del Perú por Bolívar.  En 1932 fue foco de la Revolución de Trujillo como producto de la adversa coyuntura de las haciendas aledañas a la capital norteña. En 1996 fue sede de la VIII Reunión del Consejo Presidencial Andino en cuyo marco fue suscrita el «Acta de Trujillo», con la que se creó la actual Comunidad Andina y el Sistema Andino de Integración.
Entre las manifestaciones culturales más representativas destacan el Festival Internacional de la Primavera, la Feria Internacional del Libro y el Festival Nacional de la Marinera, evento cultural que se realiza cada año en enero y que se centra en un concurso de marinera, la danza nacional oriunda de esta ciudad. Su área metropolitana alberga la zona arqueológica de Chan Chan, la ciudad de adobe más grande de América y capital del extinto reino chimú quien fuese una de las capitales más importantes de la América precolombina. Esta ciudadela fue inscrita en la lista de Patrimonios de la Humanidad por la UNESCO en 1986. Otra zona arqueológica relevante está conformada por las Huacas del Sol y de la Luna, antiguos santuarios de la cultura moche que se desarrolló entre los siglos II y V en el valle del río Moche, siendo la Huaca del Sol la más grande pirámide precolombina de adobe en el país.
Su centro histórico, es otro importante centro turístico, que se extiende sobre un área de 133,5 hectáreas y concentra gran parte de su patrimonio cultural, arquitectónico y urbanístico, así como las principales actividades económicas, político-administrativas y socioculturales de la ciudad.

## Toponimia
La actual ciudad de Trujillo del Perú fue fundada en una locación apenas al sur de la capital chimú, hoy conocida como Chanchán, bajo el nombre de «Villa de Trujillo», en honor al Trujillo de Extremadura. La escritura original <Trvxillo> representaba, en un momento anterior al fin del reajuste de las sibilantes, una pronunciación como [trushíllo] (AFI: [tɾuˈʃiʎo]). Durante el periodo colonial también fue conocida como «Trujillo de Nueva Castilla».
De acuerdo con la gramática del idioma mochica del párroco Fernando de la Carrera, la ciudad era conocida por los indígenas mochicahablantes de mediados del siglo XVII como Cɥimor (escrito en la ortografía desarrollada por el autor de la gramática), aunque la pronunciación original del dígrafo <cɥ> es materia de debate entre los especialistas.
Durante los primeros años de la vida republicana del país cambio de nombre por «Ciudad Bolívar». Esta última denominación fue oficializada el 9 de marzo de 1825 en decreto firmado por el propio Simón Bolívar, aunque la ciudad retornaría a su denominación inicial el 21 de julio de 1827.
El nombre de la ciudad es a su vez compartido con localidades de España y América, tales como Trujillo (España), Trujillo (Honduras) (1525), Trujillo (Venezuela) (1556) y Trujillo (Colombia) (1922).
Gracias al recuerdo de la ortografía original del topónimo, existe contemporáneamente el alias toponímico «Trux» (pronunciado [truks]) para referir a la ciudad, común en el lenguaje juvenil e informal.

## Símbolos

### Bandera
Es de color blanco y lleva en el centro el escudo de armas de la ciudad, es izada en las ceremonias oficiales de la Municipalidad de Trujillo en la plaza mayor de la ciudad como cada 29 de diciembre en conmemoración de la proclamación de la Independencia de Trujillo realizada en 1820.

### Escudo
El escudo de armas de la ciudad fue otorgado el 7 de diciembre de 1537 mediante real cédula expedida por Carlos V. El escudo consiste en dos columnas de aguas azur, la corona del rey encima rodeada de perlas y piedras preciosas y dos bastones que abrazan las columnas; la letra K (inicial de Karolus, nombre del rey latinizado) y en la parte posterior del escudo un grifo mirando hacia la derecha y abrazando a dicho escudo.
El tradicionalista Ricardo Palma al ocuparse del escudo de Trujillo en su libro «Tradiciones Peruanas» cuenta que:

«A pedido de Manuel Godoy, príncipe de la Paz y ministro de Carlos IV, nombrado “alcalde de Trujillo”, el propio rey estampó el sacramental “Yo el Rey” sobre la real cédula que añadía al escudo de armas de la ciudad tres roeles de oro, en sautor, sobre las columnas de plata, esto es metal sobre metal, lo que –a decir de Ricardo Palma- en la heráldica vale tanto más que ser “Primo de Dios Padre”. “…Lima, con ser Lima, no luce en su escudo de armas metal sobre metal. Honra tamaña estaba reservada para Trujillo.
Ricardo Palma, «Tradiciones Peruanas»

### Himno
El himno a Trujillo es una composición patriótica escrita por Ramiro Mendoza Sánchez y cuyo arreglos musicales fueron compuestos por Ramiro Herrera Orbegoso. El himno de la ciudad fue elegido en un concurso convocado a nivel nacional en 1974 en el que participaron 133 compositores. En su letra narra la historia de la ciudad y es difundido en ceremonias oficiales de la ciudad y la región.

## Historia

### Época precolombina

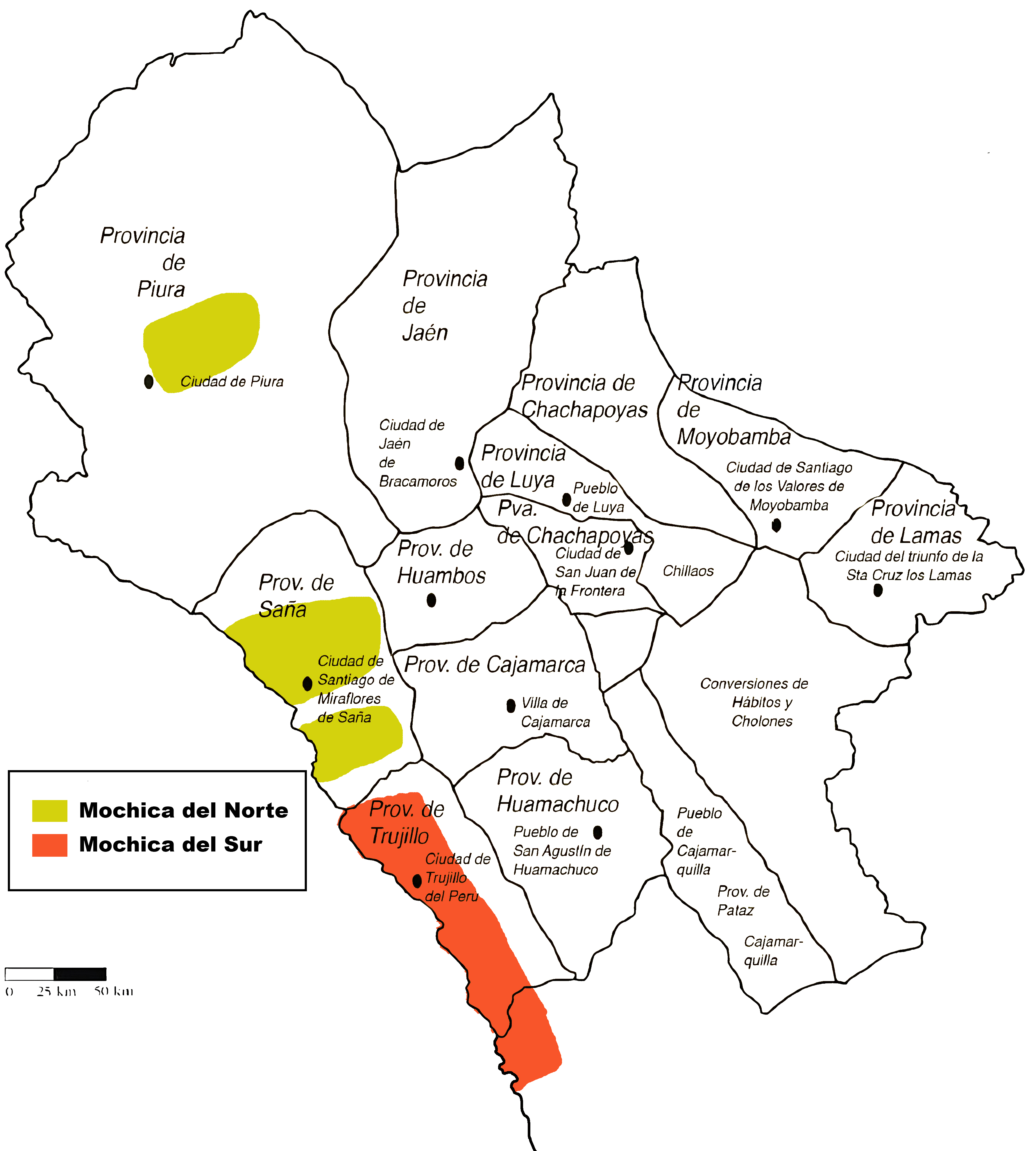
Mapa de la región del Obispado de Trujillo muestra a la ciudad de Trujillo dentro de la cultura que actualmente se llama "Mochica del sur"

En el territorio actualmente ocupado por la ciudad de Trujillo se desarrollaron diversas culturas precolombinas como la de Cupisnique, la cultura de Moche o mochica del sur, y la chimú.
La cultura mochica del sur se desarrolló entre el 100 a. C. y el 700 d. C. en el valle de Moche teniendo como sede el territorio que hoy se denomina Huacas del Sol y de la Luna, complejo arqueológico que abarca aproximadamente 60 hectáreas de extensión y fue el centro de poder de la cultura Mochica del sur; esta cultura se extendió hacia los valles de la costa norte del actual Perú. Las sociedades moche desarrollaron una compleja tecnología de canales de riego, con lo cual evidenciaron amplios conocimientos en ingeniería hidráulica y ampliaron la frontera agrícola. Además, hicieron uso intensivo del cobre en la fabricación de armas, herramientas y objetos ornamentales.

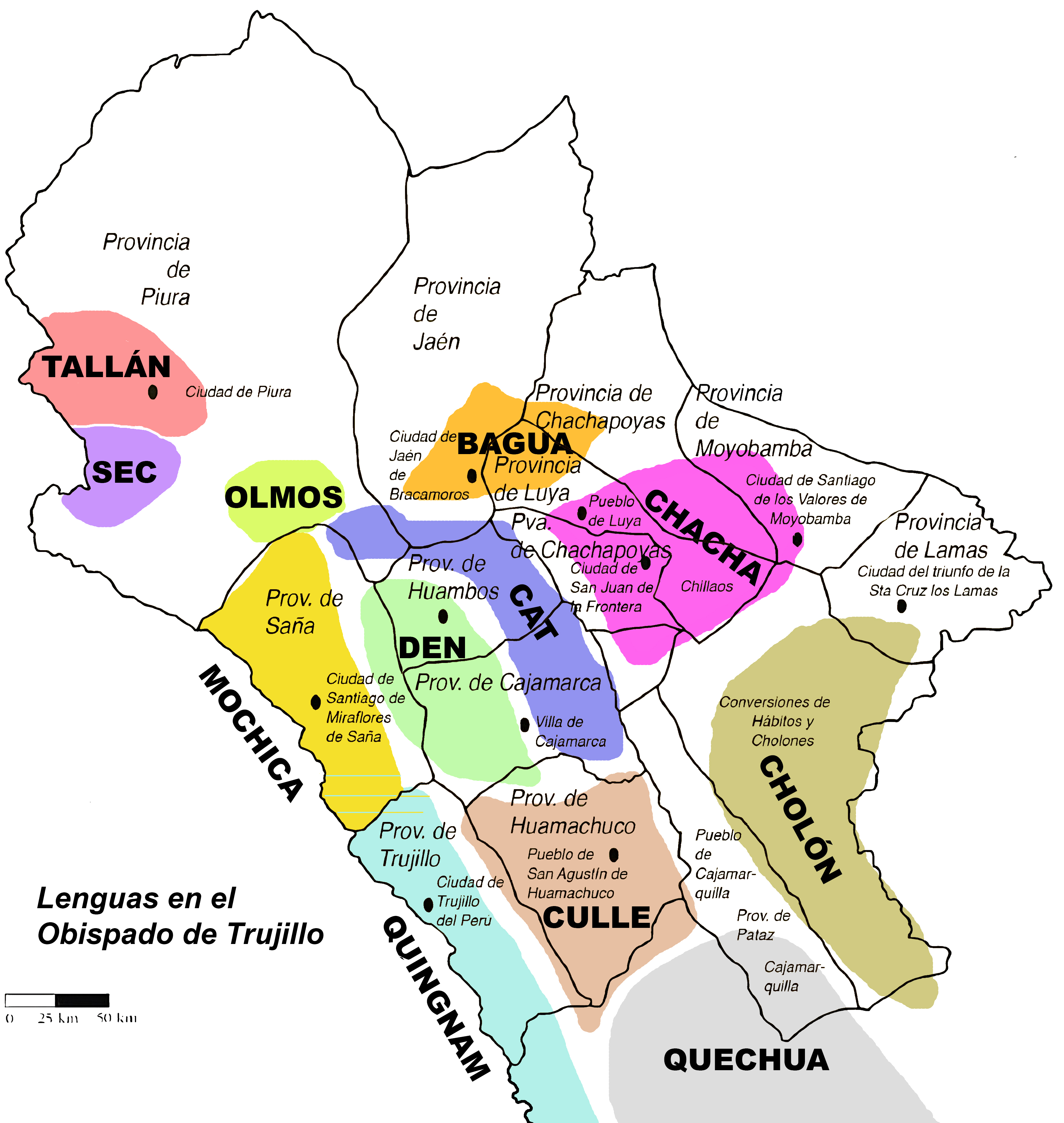
Área de la lengua quingnam en el Obispado de Trujillo, se muestra a la ciudad de Trujillo como el lugar principal representativo de esta lengua

El imperio chimú se desarrolló entre los años 1000 y 1200 y ocupó los territorios que antes habitaron los mochicas del sur, cuyo principal núcleo urbano fue la ciudadela de Chan Chan, que desempeñó el rol de capital del reino.
Además los chimos se les caracterizaban por hablar la lengua quingnam, una de las lenguas que si se tiene la certeza de que existió en la antigua provincia de Trujillo:

Un casique de lo que oy se llama Trugillo, llamado el Chimo, [...] fue conquistando los indios yungas [...] desde Parmunga hasta Payta y Tumbes... Hízose opulento, creció en vasallos y fue introduciendo en magestad su lengua natural que es la que oy se habla en los valles de Trugillo, era la  quingnam propia de este reyezuelo.
Antonio de la Calancha (1584-1654)

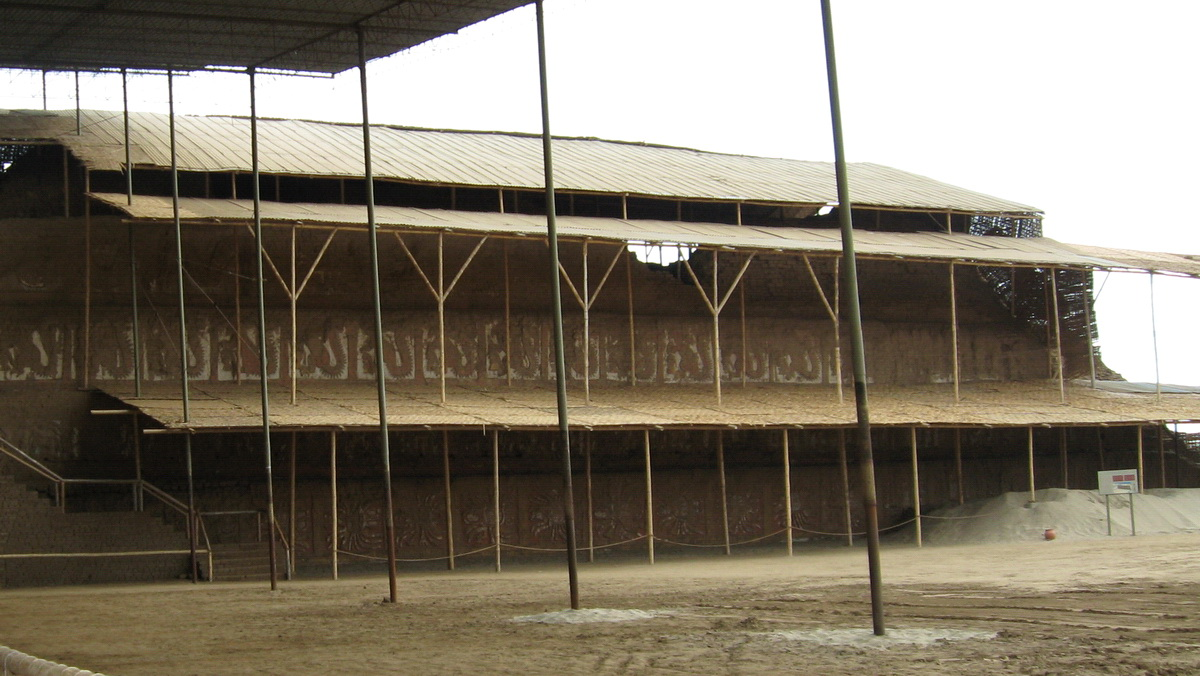
Mural lateral de la Huaca de la Luna en la zona arqueológica de Moche.

Numerosos sitios arqueológicos atestiguan el desarrollo que alcanzaron esos pueblos, como la Huaca del Dragón o Arco Iris en el distrito de La Esperanza o la Huaca Esmeralda en el distrito de Trujillo, aproximadamente a unos 4 km hacia el noreste del centro histórico de la ciudad. Los principales emplazamientos urbanos prehispánicos con los que cuenta el área metropolitana de Trujillo los constituyen las Huacas del Sol y de la Luna ubicadas en el distrito de Moche. Este complejo arqueológico abarca aproximadamente 60 hectáreas de extensión y fue el centro de poder de la cultura Mochica del sur y la ciudad de Chan Chan, que fuera capital del reino Chimú y donde se calcula habitaron en su época de mayor expansión aproximadamente 100.000 personas, cuyos vestigios se encuentran a 5 km del centro histórico de la ciudad hacia el noroeste de la actual área metropolitana en el distrito de Huanchaco.

### Época virreinal
El 6 de diciembre de 1534, Diego de Almagro escogió el lugar para fundar dándole la denominación de «Villa de Trujillo» en recuerdo de la tierra natal de Pizarro, ordenando realizar los preparativos para su fundación. Al año siguiente, el 5 de marzo de 1535, Francisco Pizarro oficializa la fundación de la villa con el nombre de «Trujillo de Nueva Castilla» en el lugar denominado Ganda, en la provincia de Chimo y se le confiere a Martín de Estete la potestad de designar a los alcaldes y regidores, y a su vez Estete procede por realizar el trazado de la plaza de armas y del damero.
Luego de recibir el rango de ciudad, se designó como capital de corregimiento. De esa forma asumió la condición de capital administrativa de la zona; y en ella se estableció la caja real. Ante la creación de las encomiendas, Trujillo se convirtió en el lugar de residencia de los encomenderos del norte del virreinato y contaba, ya hacia 1540, con un regimiento regular. La economía florecía a partir de actividades agropecuarias como el cultivo de la caña de azúcar, el trigo, los cultivos de pan llevar y la crianza de ganado.
Cuando el virrey Toledo el 22 de diciembre de 1574 reorganizó los corregimientos de indios (o de naturales), que habían sido creados por el gobernador Lope García de Castro en 1565, dispuso que los corregimientos de Cajamarca, Chicama y Chimo o Chiclayo, Piura y Paita, Santa, y Saña dependieran del Corregimiento de españoles de Trujillo y los corregimientos de Cajamarquilla, Los Pacllas, y Luya y Chillaos dependieran del de Chachapoyas. Todos en el distrito de la Real Audiencia de Lima. En 1611 Los Pacllas fue anexado a Chachapoyas, en 1635 Chicamo o Chiclayo fue anexado a Saña y en 1773 Luya, Chillaos y Lamas fue anexado a Chachapoyas.
A nivel religioso la ciudad acogió a diversas órdenes religiosas. En consecuencia, en el año 1577 se creó el obispado de Trujillo mediante bula papal emitida por el papa Gregorio XIII. Luego de ello, durante todo lo que restaba del siglo XVI e incluso hasta inicios del siglo XVII, la construcción de templos tuvo un gran auge en la ciudad. En 1616 se terminó la construcción de la catedral.
El 24 de marzo de 1614 fue establecido el Obispado de Trujillo con los corregimientos de: Trujillo, Cajamarca, Chiclayo, Piura y Paita, Saña, Cajamarquilla, Los Pacllas, Luya y Chillaos, y Jaén de Bracamoros. En 1759 el corregimiento de Huamachuco fue formado del de Cajamarca.

Los corregimientos fueron suprimidos en 1784, por el rey Carlos III y reemplazados por las intendencias. Con el territorio del Obispado de Trujillo (excepto Jaén de Bracamoros) se creó la Intendencia de Trujillo. Los corregimientos pasaron a ser partidos de la intendencia.

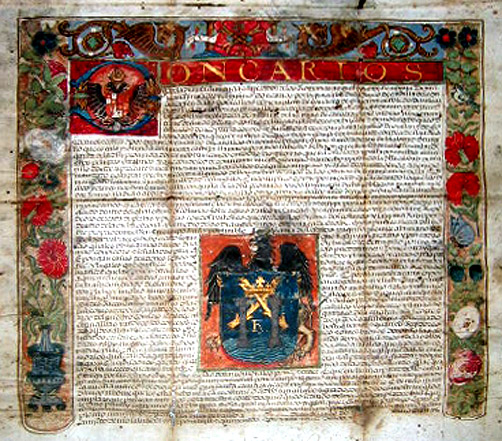
Real cédula que otorga el escudo de armas a la ciudad de Trujillo, concedida por el rey Carlos I de España en 1537.

El sistema de intendencias fue establecido en el Virreinato del Perú mediante la orden real de 5 de agosto de 1783, siendo aplicada la Real Ordenanza de Intendentes del 28 de enero de 1782. El primer intendente de Trujillo fue Fernando de Saavedra, quien asumió en 1784, nombrado por el virrey a propuesta del visitador general Jorge Escobedo y Alarcón y aprobado por el rey el 24 de enero de 1785.
En 1784 se creó la intendencia de Trujillo manteniendo la misma zona de influencia que el inicial corregimiento de Trujillo y contó además con la franquicia del cercano puerto de Huanchaco; en 1779 se amplió el territorio de la intendencia que llegó a tener nueve partidos que fueron Trujillo, Lambayeque, Piura, Cajamarca, Huamachuco, Chota, Moyobamba, Chachapoyas, Jaén y Maynas, este último partido anteriormente conformaba los departamentos de lo que hoy se conoce como Departamento de San Martín, Ucayali, Loreto, siendo la Intendencia de Trujillo la más grande del Virreinato del Perú, es decir casi todo el norte del Perú actual; su primer intendente fue Fernando de Saavedra de 1784 a 1791. Después de este le seguirían Vicente Gil de Taboada (1791-1805 y 1810-1820), Felice del Risco y Torres (provisional) (1805-1810) y el marquéz de Torre Tagle (1820), quien dirigió la independencia de la Intendencia.
El 14 de febrero de 1619 a las 12:30 horas Trujillo enfrentó un terremoto que ocasionó la muerte de 350 personas y la destrucción de la ciudad. En el mar olas gigantes dañaron todas las embarcaciones existentes. Esta experiencia dio lugar a una singular devoción por San Valentín, quien el 12 de febrero de 1627 fue declarado patrono de Trujillo por el cabildo de la ciudad y en cuyo día santoral ocurrió el sismo. Ante esto, se inició un movimiento que buscó el traslado de la ciudad hacia a otro lugar emigrando muchos a las pampas de Santa Catalina. Este movimiento encontró resistencia en los miembros del clero, quienes se negaron a dejar sus templos.
Luego de ello se inició un largo proceso de reconstrucción, hasta 1639 el cabildo pidió rebajar las contribuciones, merced a la tragedia de 1619; la arquitectura también sufrió importantes cambios, dejándose de lado el estilo gótico isabelino de los primeros años, dando lugar que las iglesias nuevas fueran hechas a tres naves.

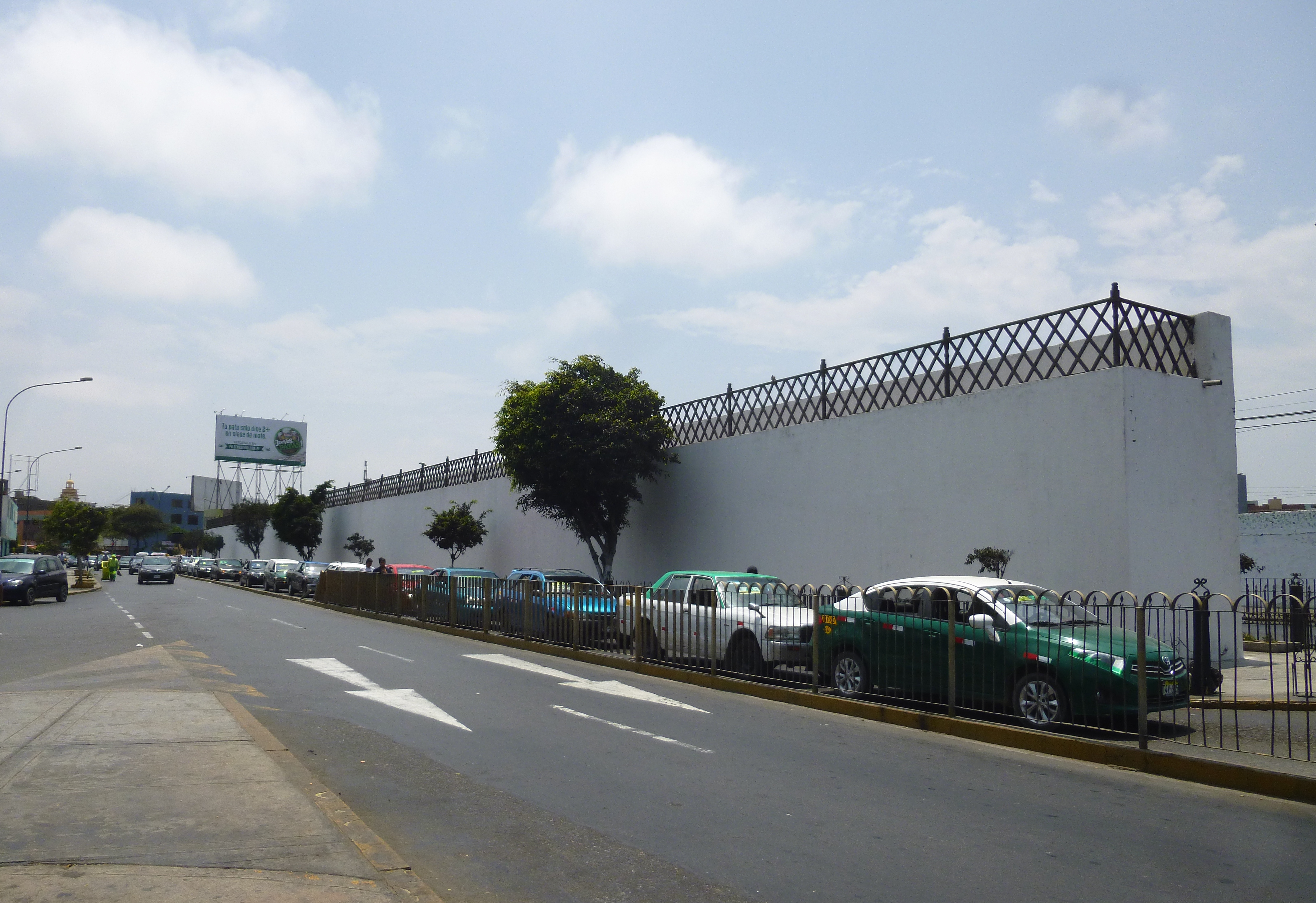
Vestigio de la muralla de Trujillo, vista desde la plazoleta Miguel Grau en la intersección de la av. España con jirón Miguel Grau.

En 1625 fue creado el seminario de San Carlos y San Marcelo y se estableció en la ciudad la Compañía de Jesús. En 1680 se fundó el convento y hospital de los Bethlemitas. La perspectiva urbana se completó con la construcción de la muralla de Trujillo que permaneció en pie por cerca de dos siglos.
A fines del siglo XVII, se presentaron grandes sequías y plagas que minaron la rica agricultura de la zona, causando una gran crisis económica en la ciudad, cuyo principal soporte económico era la producción de alimentos para el virreinato.
A partir de la segunda década del siglo XVIII, Trujillo adquirió mayor importancia en el ámbito regional debido a la inundación ocurrida en 1720 que causó la desaparición de la ciudad de Saña, ubicada en el actual departamento de Lambayeque y que había ganando importancia debido a los problemas que enfrentó Trujillo durante el siglo anterior.
Durante ese siglo, Trujillo también enfrentó sismos como los de 1725 y 1759 e inundaciones como en 1701, 1728, 1720 y 1814.

### Independencia

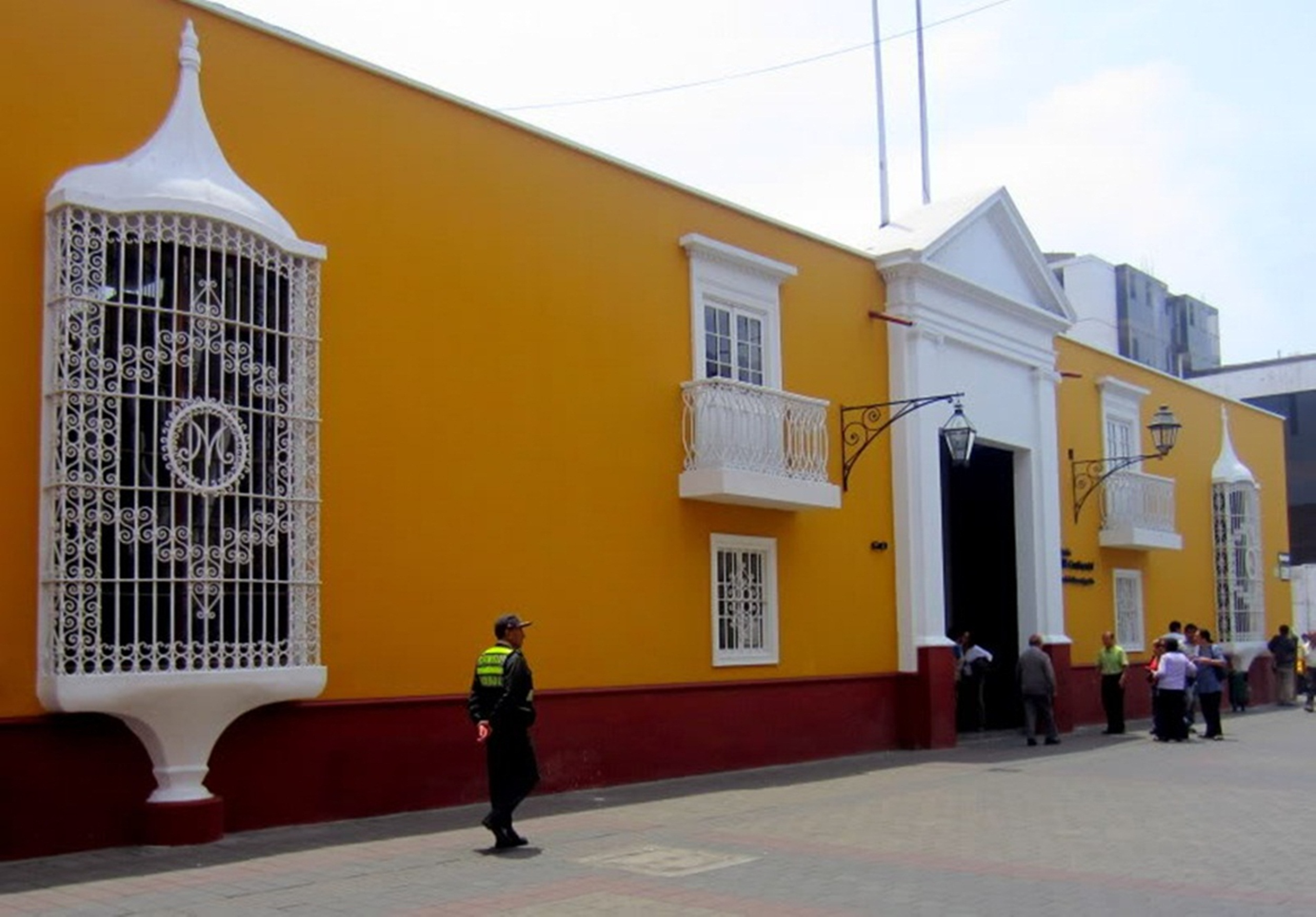
La Casa de la Emancipación, donde Torre Tagle gestó la independencia de Trujillo el 29 de diciembre de 1820. Fue sede del congreso constitucional y palacio de gobierno con Riva Agüero. Actualmente alberga exposiciones culturales y un museo.

Las ideas libertadoras y de la independencia peruana tuvieron en la ciudad de Trujillo uno de sus principales focos de gestación. El Colegio Seminario San Carlos y San Marcelo fue cantera de pensadores y líderes liberales, donde estudiaron los próceres Luis José de Orbegoso y Moncada, José Faustino Sánchez Carrión, Toribio Rodríguez de Mendoza, entre otros. Si bien la discusión sobre la independencia de Perú se daba en la ciudad de Lima debido a las influencias políticas que en ella habitaban, la discusión en Trujillo tuvo manifestaciones más evidentes. Así, luego de la elección de los representantes peruanos para las Cortes de Cádiz en 1812, las principales personalidades de Trujillo tuvieron una marcada tendencia independentista.
Luego del desembarco del general José de San Martín en Paracas en septiembre de 1820, el intendente de la ciudad José Bernardo de Tagle, recibió una carta de San Martín fechada el 20 de noviembre de 1820, invitándolo a unirse a la causa emancipadora.
Trujillo fue la primera ciudad peruana en completar el proceso de independencia de España, cumpliendo con los actos necesarios para tal fin que tuvieron lugar entre el 24 de diciembre de 1820 y el 6 de enero de 1821.
El 24 de diciembre de 1820, mediante cabildo abierto, por unanimidad la población de la ciudad tomó el acuerdo de proclamar la independencia en los días siguientes; para esto se confeccionó la bandera del Perú que fue velada con guardia de honor la noche del 28 de diciembre de 1820.
El 29 de diciembre de 1820 en la sede del cabildo que era presidido por José Cabero y Muñoz se firmó el acta de independencia de Trujillo. Posteriormente ante un cabildo abierto reunido en la plaza de Armas de la ciudad José Bernardo de Tagle pronunció estas palabras:

Pueblo mío. Acabamos de proclamar y jurar la independencia de Trujillo. Desde este momento y por la voluntad unánime del pueblo, Trujillo es libre... Pongo nuestro destino y el del pueblo bajo la protección del cielo. ¡Viva la patria! ¡Viva la independencia!
José Bernardo de Tagle

De esta manera se proclamó la independencia de Trujillo, procediendo a arriar la bandera española e izar por primera vez la bandera del Perú. El 6 de enero de 1821 el cabildo de la ciudad procedió a jurar la independencia y a suscribir el Acta de Juramento que se conserva en el Archivo Regional de La Libertad.

### Época republicana

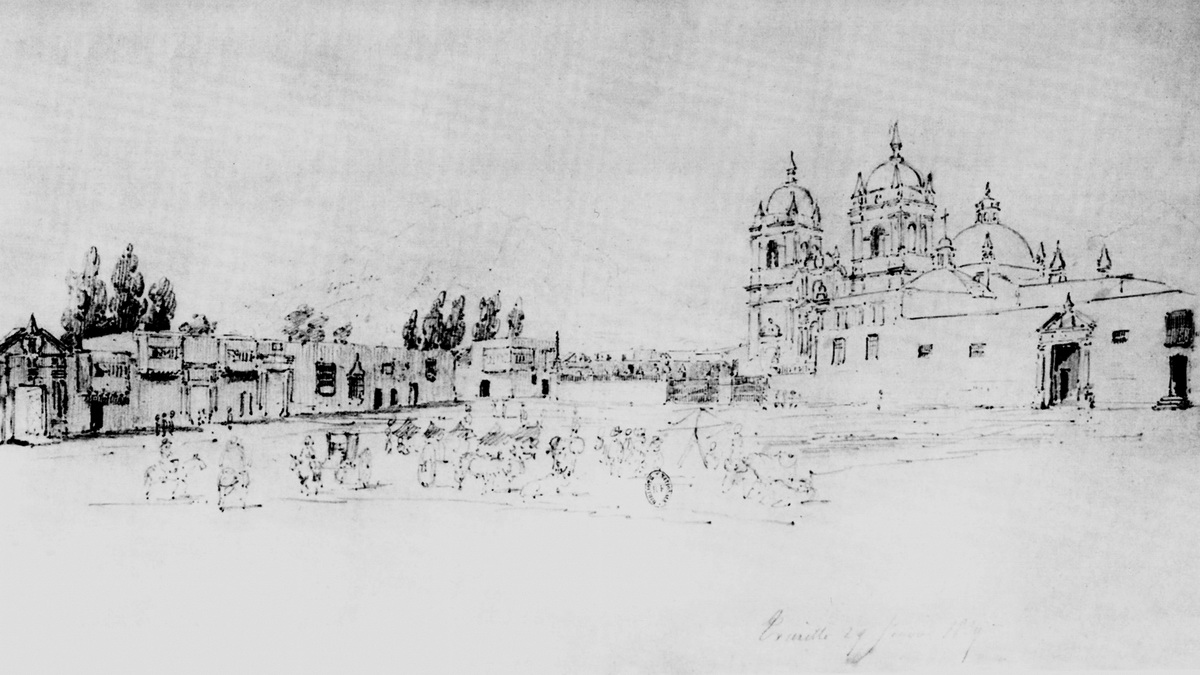
La plaza de Armas de Trujillo en 1839, dibujo de Léonce Angrand.

El 31 de enero de 1822 el Congreso de la República del Perú le confirió el título de «Ciudad Benemérita y Fidelísima a la Patria» y a su municipalidad, entonces cabildo, el dictado de «honorable» por su papel en el proceso de independencia del país.
En 1823, ante el contraataque de las tropas realistas que tomaron la ciudad de Lima, el Congreso, reunido en el Callao, por decreto del 21 de junio de ese año, dispuso que se traslade a Trujillo la sede del gobierno. Sin embargo, pocos días después, el 23 de junio, el mismo Congreso destituyó a José de la Riva Agüero del cargo de presidente de la República. A partir de ese momento, cualquier gobierno que estableciera carecía de legitimidad y solo podía sostenerse de facto. A pesar de ello, Riva Agüero desconoció su destitución y se embarcó rumbo a Trujillo junto con sus ministros y parte de los diputados. Una vez allí, el 26 de junio, estableció un gobierno paralelo de facto, creó un senado de diez miembros, gobernando sin reconocimiento oficial hasta el 6 de agosto de 1823.
En 1823, ante el contraataque de las tropas realistas que tomaron la ciudad de Lima, el Congreso, reunido en el Callao, dispuso mediante decreto del 21 de junio trasladar la sede del gobierno a Trujillo. Sin embargo, pocos días después, el 23 de junio, el Congreso destituyó a José de la Riva Agüero del cargo de presidente de la República. Al enterarse de estos acontecimientos, Riva Agüero se embarcó rumbo a Trujillo junto con sus ministros y parte de los diputados. Una vez en la ciudad, el 26 de junio, estableció su sede de gobierno, disolvió el Congreso y creó un Senado de diez miembros. Desde allí gobernó de facto hasta el 6 de agosto de 1823.[2][3]
El 26 de marzo de 1824 se funda la Corte Superior de Norte (actual Corte Superior de Justicia de La Libertad), la primera Corte Superior de Justicia del Perú. En el mismo año, la ciudad recibió al ejército libertador de Simón Bolívar, quien asumió el gobierno del país y fijó en Trujillo las cuentas nacionales, de la gaceta oficial y del estado mayor, el 8 de marzo de 1824. Posteriormente, por decreto del 26 de marzo de 1824, Trujillo fue designada como capital provisional de la república, mientras Lima fuera liberada. En honor a su contribución por el sostenimiento de la causa patriota, por ley del 9 de marzo de 1825, se dispuso denominar Ciudad Bolívar a la ciudad de Trujillo, pero fue por ley del 21 de julio de 1827 que se le devolvió a la ciudad el nombre de Trujillo, aunque el departamento se llamó desde entonces La Libertad.
Durante los años que siguieron al proceso de independencia y nacimiento de la república, Trujillo se mantuvo alejada de las constantes guerras caudillistas que tenían lugar en Lima. Tal situación causó que la economía de la ciudad y del departamento se vieran fortalecidas. Los valles de Moche y Chicama emergieron como nuevos enclaves económicos vinculados a la modernización de la industria azucarera. El proceso de concentración de tierras y conformación de latifundios creó la nueva aristocracia agrícola vinculada al poder político nacional. De otro lado, la libertad de comercio y apertura a inversiones de capitales extranjeros, permitió la llegada a Trujillo de familias europeas, en su mayoría de Inglaterra y Alemania. Asimismo se construyó el nuevo cementerio general de Miraflores. Además en 1870 se creó el Puerto de Salaverry en el distrito del mismo nombre.

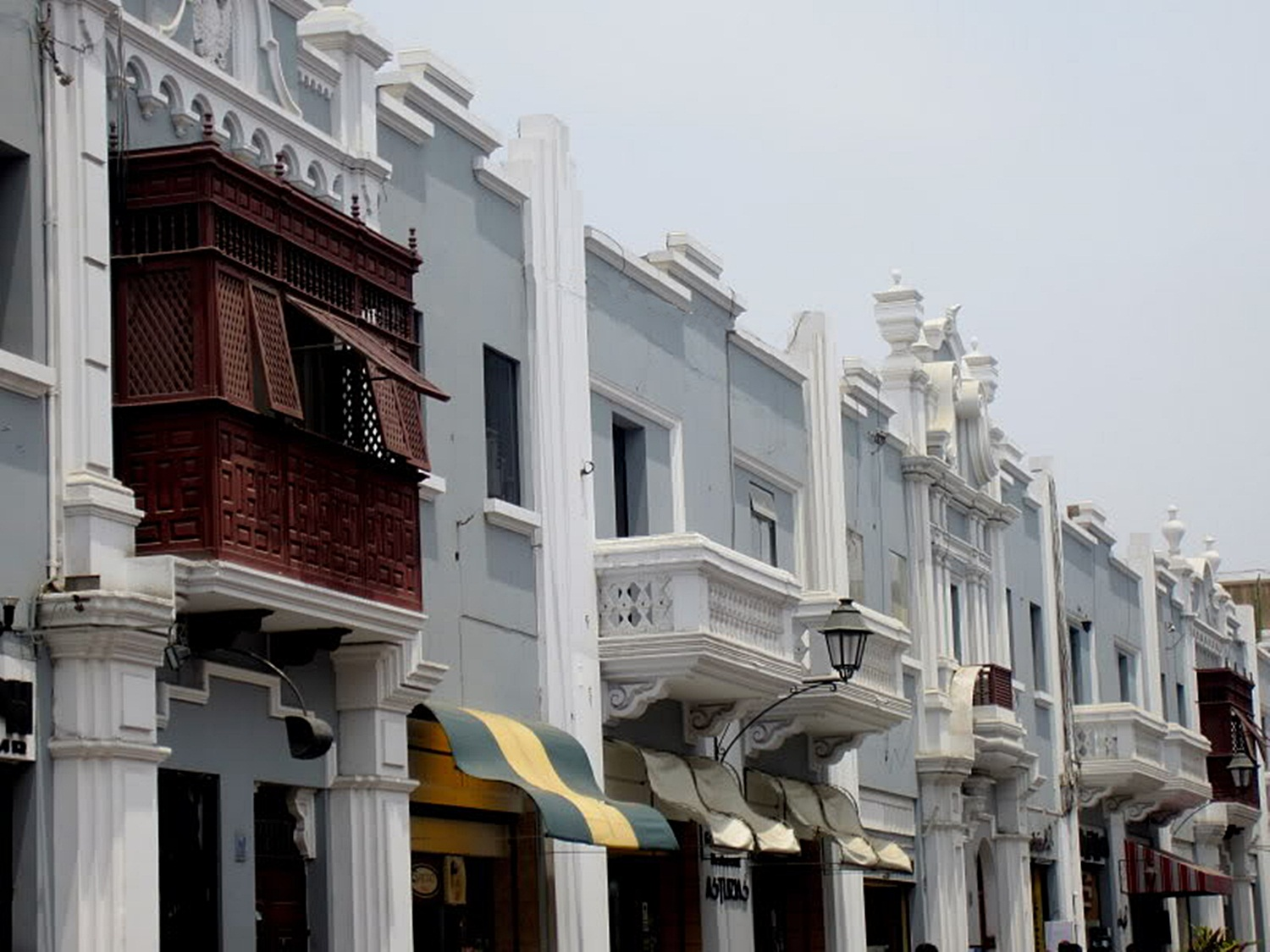
Arquitectura del paseo Pizarro, una de las calles de más alto tránsito en el centro histórico de Trujillo.

Entre 1879 y 1883 tuvo lugar la guerra con Chile. Si bien no fue escenario de batalla, Trujillo aportó tanto tropas como economía para la defensa nacional y fue posteriormente ocupada por las tropas chilenas. Durante este lapso, el desarrollo de la ciudad y su economía se estancaron. Durante sus últimas etapas, el ejército chileno invasor comandado por Patricio Lynch arrasó sistemáticamente las grandes áreas productoras de azúcar de los valles de la costa norte peruana.
Cuando finalmente se reinstauró la paz, en 1883, la agricultura del valle Chicama y la industria del azúcar, así como la de toda la costa, en gran parte estaba reducida al nivel de subsistencia. Para finales del siglo XIX, ya habían desaparecido las cinco portadas de la ciudad así fue que durante esta época, la muralla de Trujillo fue destruida y se permitió el crecimiento de la ciudad, esta expansión urbana permitió el establecimiento de los barrios Chicago, la Unión y Pedro Muñiz.[cita requerida]

#### SigloXX
Iniciado el siglo XX, durante la gestión de Víctor Larco Herrera como alcalde en la ciudad se iniciaron obras de modernización como la construcción del palacio municipal, el embellecimiento de la plaza de Armas, del atrio de la catedral, la remodelación del teatro municipal. Asimismo, la construcción de la vía hacia el balneario de Buenos Aires, actual avenida Larco, que amplió la perspectiva urbanística de la ciudad. Dentro de estas obras, se convocó a un concurso internacional para la construcción del Monumento a la Libertad, decidiéndose construir, el modelo del escultor alemán Edmund Möeller. Este monumento fue emplazado en el centro de la plaza de Armas y reemplazó a la pileta de mármol que existía anteriormente y que se encuentra en la actualidad en la plazuela El Recreo, en el centro histórico de la ciudad. Esta obra representa el proceso de independencia. En los años 1930, con motivo del cuarto centenario de la ciudad se impulsaron distintas obras públicas. Las obras se concentraron en mejorar el saneamiento y la pavimentación de calles y avenidas. Asimismo se dio inicio a la construcción de viviendas y zonas residenciales ubicadas en las afueras del centro histórico.

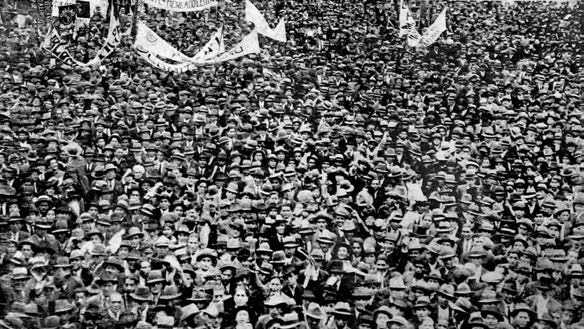
Foto del 7 de junio de 1932.

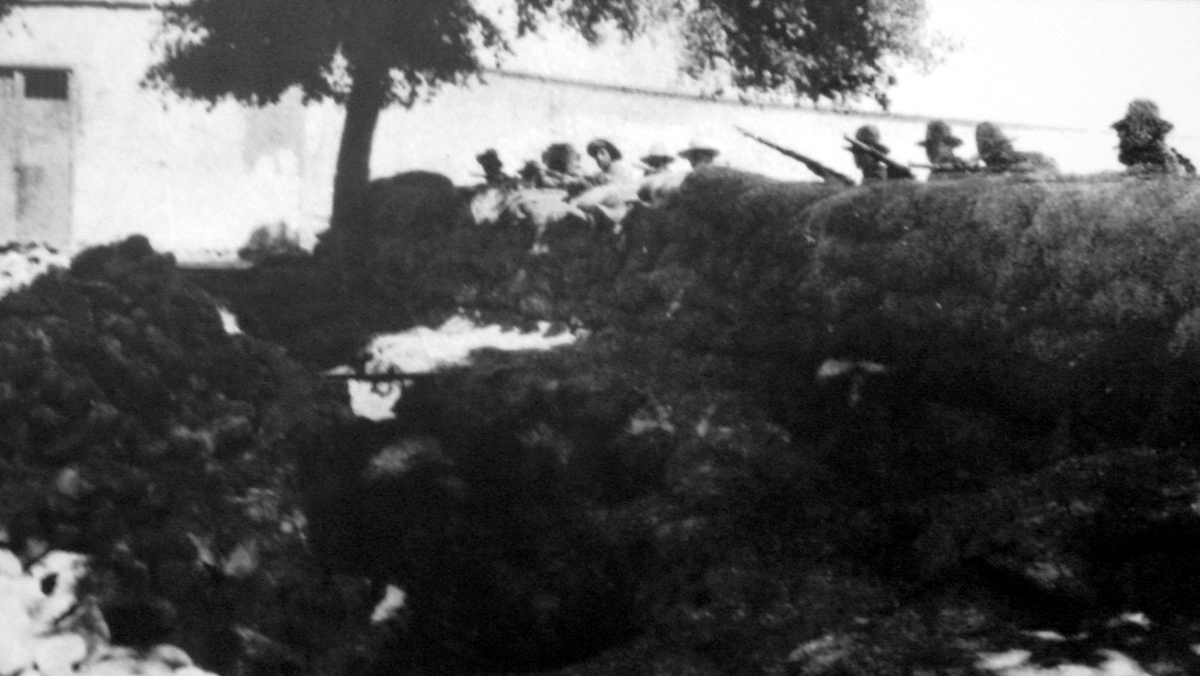
Tropas del ejército peruano ocuparon una trinchera en el barrio de "Mansiche" durante la revolución de 1932; fotografía en exhibición permanente en el "Centro cultural Haya de la Torre" de Trujillo.

El 7 de julio de 1932 tuvo lugar la sublevación de Trujillo, que fue encabezada por líderes del partido aprista peruano contra el gobierno de Luis Sánchez Cerro. Sánchez Cerro había perpetrado un autogolpe, publicando una ley inconstitucional que proscribía las libertades políticas y permitía la detención de cualquier ciudadano sin mandato judicial. Este hecho, sumado a las desigualdades sociales, al irrespeto de los derechos laborales de los trabajadores de las haciendas azucareras ubicadas cerca de la ciudad fueron las causas del estallido de la revolución. Trujillo fue bombardeada por la naciente aviación peruana y fuertes contingentes del ejército entraban al combate para sofocar el levantamiento en armas. La revolución costó la vida de muchos ciudadanos, por lo que se conoce a este año como el «año de la barbarie»; aunque también marcaría la identidad política de la ciudad hacia el APRA durante la segunda mitad del siglo XX. Al año siguiente, el 30 de abril de 1933 en la ciudad de Lima, el presidente Luis Sánchez Cerro sería asesinado por un fanático aprista, dando fin al régimen sanchecarrionista.
A partir de los años 1950 se dejó de lado el movimiento restaurador y monumental de la ciudad y se inició un movimiento de urbanización de la misma, así como un crecimiento acelerado de su población. Trujillo también sufrió el fenómeno de la migración: la población de las provincias del departamento y de otros departamentos empezó a establecerse en la ciudad dando lugar a la conurbación de la ciudad y ocasionando el ahondamiento de un centralismo regional.

A partir de la década de 1960 comienzan a nacer los denominados pueblos jóvenes como El Porvenir, La Esperanza y Florencia de Mora, que conformaron entonces la zona de influencia inmediata de la ciudad. El centro histórico de la ciudad sufrió asimismo un proceso de crecimiento acelerado de población. Por otro lado, también surgieron nuevas urbanizaciones residenciales fuera del perímetro del centro histórico y al suroeste de la ciudad como: Santa María, California, San Fernando, Santa Edelmira, Santa Inés, Palermo, Primavera, Las Quintanas, San Andrés, La Merced, El Golf, Palmeras del Golf, entre otras.

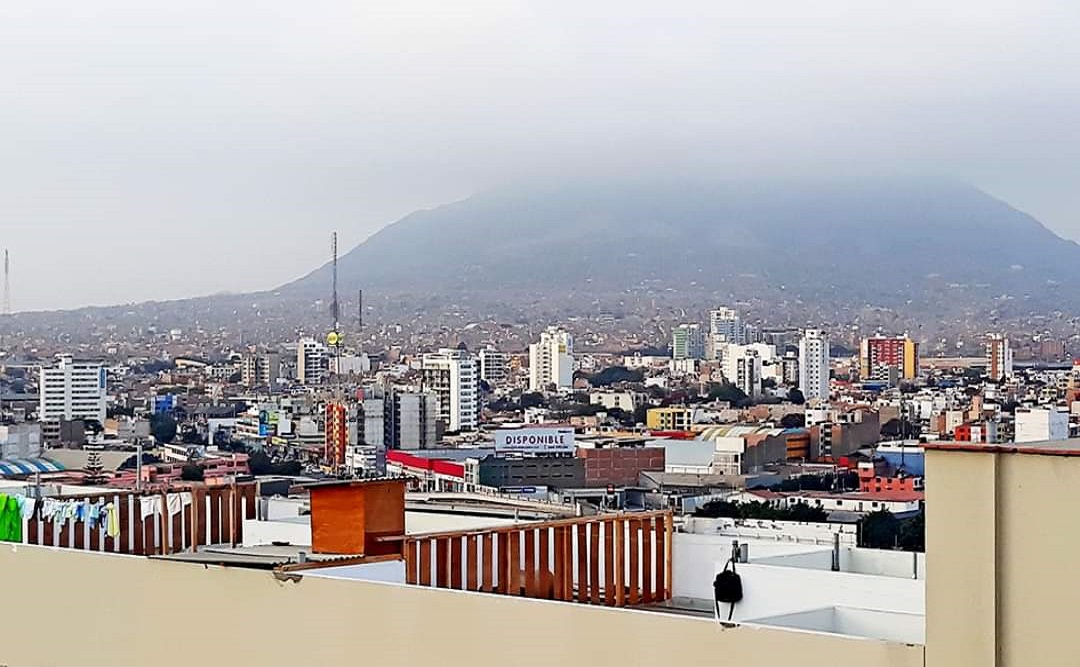
La zona norte de la ciudad.

Sucesos como la incursión del Gobierno Revolucionario de las Fuerzas Armadas en 1968, la reforma agraria y posteriormente el terremoto de 1970 aceleraron la migración de poblaciones rurales y de otros centros poblados de la región, agudizando el crecimiento demográfico de Trujillo. A partir de los años 1980 el crecimiento de la ciudad y los distritos adyacentes nacidos como pueblo jóvenes, habían producido la conurbación de estos. Así, para la década de los años 1980 la naciente área metropolitana de Trujillo estaba constituida por el área urbana integrada de los distritos de Trujillo, El Porvenir y Florencia de Mora, quedando como zona integrada discontinua los distritos de Víctor Larco Herrera y La Esperanza. A su vez, se impulsaron proyectos como el parque industrial de Trujillo, ubicado en la parte norte de la ciudad, en el último distrito mencionado.
Con la llegada de los años 1990, se integraron al continuo urbano de Trujillo los distritos de La Esperanza y Víctor Larco Herrera y el crecimiento horizontal de la ciudad originó que los distritos de Moche, Huanchaco, Laredo y Salaverry pasen a formar parte del área integrada discontinua de la ciudad. Fue en la primera mitad de la década de los años 1990 con el surgimiento del centro poblado El Milagro, en el distrito de Huanchaco pero urbanamente unido al distrito de La Esperanza y el aumento de la interdependencia con los distritos de Moche y Laredo, que Trujillo se cimentó como una nueva metrópoli en el país.
En 1996 fue sede de la VIII Reunión del Consejo Presidencial Andino en cuyo marco fue suscrita el «Acta de Trujillo», con la que se creó la actual Comunidad Andina y el Sistema Andino de Integración.

#### Época contemporánea

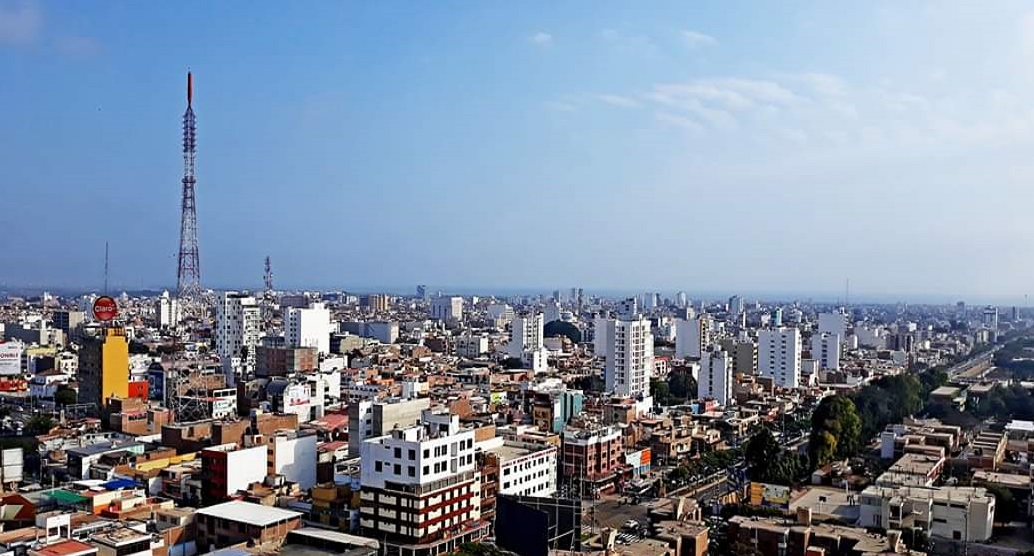
Vista parcial de la urbanización San Andrés

En noviembre del año 2010, Trujillo fue la primera ciudad de América Latina y el Caribe en ser elegida por el Banco Interamericano de Desarrollo (BID) para desarrollar el proyecto piloto «Trujillo: Ciudad Sostenible». El plan concebirá a Trujillo desde otras perspectivas como la sostenibilidad fiscal y económico-financiera, pero también desde la sostenibilidad ambiental y de la calidad de vida. Desde el año 2011, el BID está desarrollando los proyectos pertinentes en coordinación con la Municipalidad de la ciudad.

Vista general de la urbanización San Isidro

En el año 2011 se preparó para ser la sede de los XVII Juegos Bolivarianos. La comisión de la Organización Deportiva Bolivariana (ODEBO) viajó a la ciudad a para hacer una inspección visual de sus instalaciones, el examen arrojó que Trujillo podía organizar los juegos, la confirmación de esta sede se hizo pública el 7 de febrero en Río de Janeiro. El expresidente del Instituto Peruano del Deporte (IPD) Arturo Woodman comentó al respecto:

“Trujillo ha progresado mucho en los últimos años, tiene una buena infraestructura. Este evento les da un beneficio enorme al deporte, al país, a los atletas, en general a todos porque tienen que prepararse lo mejor posible”.
Arturo Woodman

Dicha ocasión fue la tercera vez que una ciudad peruana organizó los Juegos Bolivarianos. La mascota del evento deportivo se denominó «El Chalancito», personaje típico del jinete y ranchero o chalán de la ciudad de Trujillo
En el año 2011 se realizó en la ciudad el XVI Campeonato Mundial de Voleibol Femenino Sub-20, teniendo como mascota a Warmi, un perro peruano y el XLIV Campeonato Sudamericano de Natación 2018, en ambas compartiendo sede con Lima y Callao. 
Para el 2023 Trujillo fue elegida como una de las sedes para el mundial de fútbol Sub-17.

## Geografía

### Localización
La ciudad se encuentra ubicada a una altitud media de 34 m s. n. m. en una franja costera occidental de la provincia de Trujillo, en el Valle de Moche o Santa Catalina. La ciudad se encuentra ubicada en la costa norte a una altitud media de 34 m s. n. m. en la margen derecha del río Moche a orillas del océano Pacífico, en el valle de Moche o Santa Catalina.
En el siguiente cuadro se presenta la ubicación geográfica del centro histórico con respecto a los distritos que componen la ciudad:
| Noroeste: Océano Pacífico, Distrito de Trujillo (12 km) | Norte: La Esperanza, El Porvenir, Florencia de Mora (4 km) | Nordeste: El Porvenir (4 km)                |
| Oeste: Océano Pacífico, Distrito de Trujillo dO=12      |                                                            | Este: Distrito de Trujillo (Palermo) (7 km) |
| Suroeste: Océano Pacífico, Víctor Larco (5 km)          | Sur: Océano Pacífico, Víctor Larco (7 km)                  | Sureste: Distrito de Trujillo (14 km)       |

### Orografía
Trujillo está establecida sobre una llanura de la costa de la región La Libertad y presenta una topografía suave, por lo cual su relieve es poco accidentado, pues se asienta sobre una planicie de la provincia de Trujillo. Las zonas de baja altitud de la ciudad se encuentran muy cerca del océano Pacífico y las zonas de mayor altitud están próximas a las primeras estribaciones andinas que se presentan en la zona.

### Hidrografía
Trujillo cuenta con el río Moche que pasa por la parte sur de la ciudad; sus aguas fueron utilizadas desde épocas antiguas por los mochicas del sur y chimús que habitaron esta zona, quienes las aprovecharon para sus campos de cultivo, en la actualidad forma parte de la Campiña de Moche y sus aguas continúan siendo utilizadas en esta. El río desemboca en el océano Pacífico justo en los límites entre los distritos de Moche y Víctor Larco Herrera.

### Clima

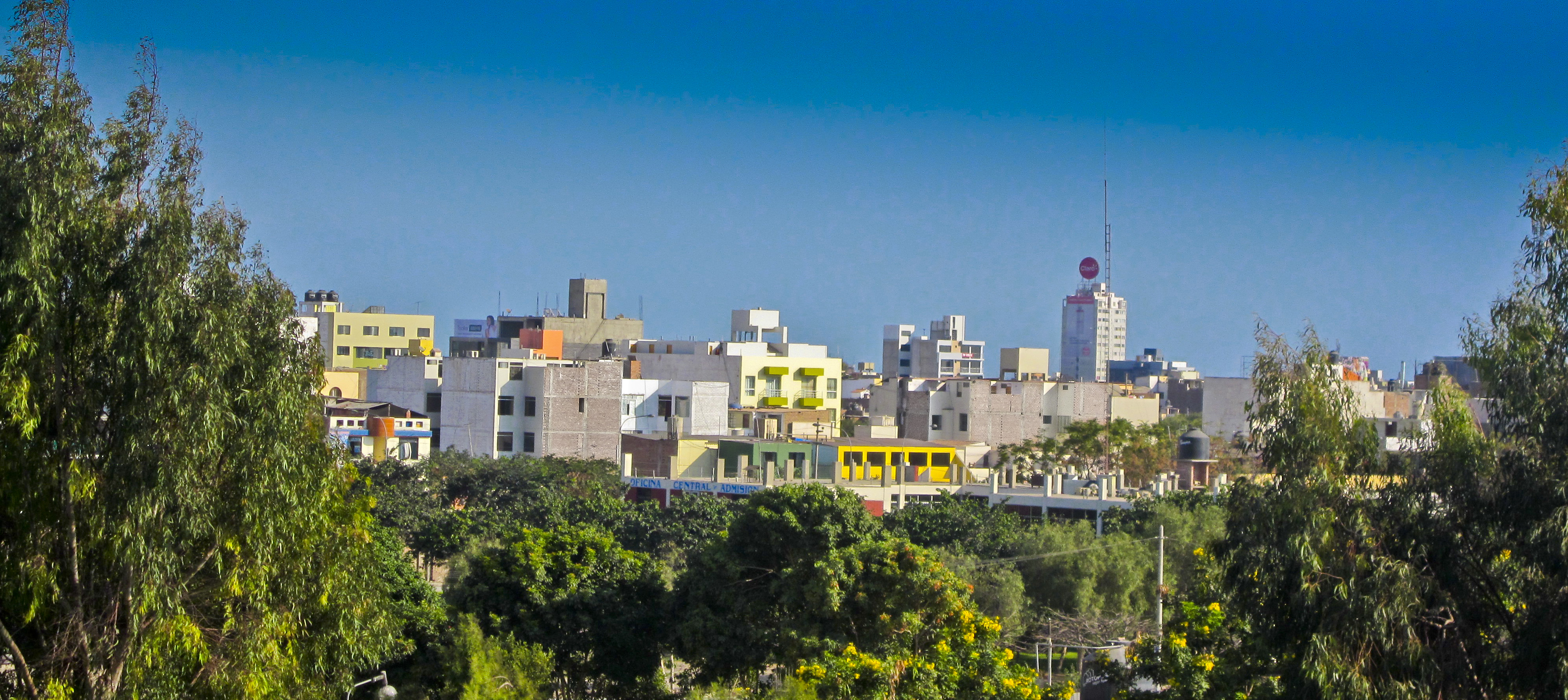
Vista parcial de la ciudad de Trujillo.

La ciudad es tierra de clima templado, benigno y de escasas lluvias, con una temperatura moderada que varía entre 14° y 30 °C debido a la corriente de Humboldt. Trujillo presenta un clima caluroso en los días de verano, y fresco y agradable durante la noche por efecto de la brisa marina. Tiene una temperatura promedio anual de 18 °C, y las temperaturas extremas mínima y máxima fluctúan alrededor de 23 °C y 31 °C en verano, respectivamente, con picos de mínimas de 26 °C y máximas de 33 °C . Presenta lluvias que son ligeras, esporádicas y se presentan durante la tarde o por la noche. En los demás meses, se registran temperaturas promedio entre los 20 °C y 16 °C. A diferencia de los meses cálidos, entre mayo y octubre, la ciudad se ve afectada por lloviznas ligeras y densas neblinas matinales que suelen durar hasta el final del día.
En la zona de Trujillo, los Andes y sus estribaciones están muy próximos a la costa, y por presentar menor altitud con relación a la cordillera de los Andes del centro de Perú, favorecen el flujo de aire húmedo procedente de la región de la Amazonía, el cual converge con las brisas de la vertiente occidental, favoreciendo en la estación de verano una mayor frecuencia de lluvias ligeras. Según la clasificación climática de Thornthwaite, a la ciudad de Trujillo le correspondería un clima del tipo árido, semicálido y húmedo, con ausencia de precipitaciones durante todas las estaciones del año.
La ciudad mantiene un clima cálido y tibio con temperaturas alrededor de 19 °C durante casi todo el año, por lo cual es conocida como la "ciudad de la eterna primavera". La parte más cercana al mar presenta neblina durante la mañana y, por lo general, la temperatura es más baja que en las partes céntricas y altas de la ciudad. No obstante, cuando se presenta el fenómeno de El Niño, el clima varía, aumenta las precipitaciones, con menor intensidad que en las regiones ubicadas al norte de la ciudad, y la temperatura también se eleva por encima de los 30 °C.
Trujillo se encuentra identificada como una de las ciudades peruanas vulnerables a los efectos del cambio climático. En el 2011, el Banco Interamericano de Desarrollo en conjunto con la municipalidad provincial de Trujillo establecieron el "Plan de Acción: Trujillo Ciudad Sostenible" en donde se identifican como áreas de prioridad la sostenibilidad ambiental, la mejora del transporte urbano, y el fortalecimiento de la capacidad institucional de la Municipalidad. En el 2013, la Agencia de los Estados Unidos para el Desarrollo Internacional seleccionó a Trujillo para llevar a cabo un estudio de evaluación de riesgos y vulnerabilidades de la ciudad frente al cambio climático. En 2019, se lanzó una iniciativa conjunta entre el CAF y la Agencia Francesa de Desarrollo para crear el Índice de Vulnerabilidad al Cambio Climática en las ciudades de Trujillo y Piura.
| Parámetros climáticos promedio de Trujillo | Parámetros climáticos promedio de Trujillo | Parámetros climáticos promedio de Trujillo | Parámetros climáticos promedio de Trujillo | Parámetros climáticos promedio de Trujillo | Parámetros climáticos promedio de Trujillo | Parámetros climáticos promedio de Trujillo | Parámetros climáticos promedio de Trujillo | Parámetros climáticos promedio de Trujillo | Parámetros climáticos promedio de Trujillo | Parámetros climáticos promedio de Trujillo | Parámetros climáticos promedio de Trujillo | Parámetros climáticos promedio de Trujillo | Parámetros climáticos promedio de Trujillo |
| Mes                                        | Ene.                                       | Feb.                                       | Mar.                                       | Abr.                                       | May.                                       | Jun.                                       | Jul.                                       | Ago.                                       | Sep.                                       | Oct.                                       | Nov.                                       | Dic.                                       | Anual                                      |
| ------------------------------------------ | ------------------------------------------ | ------------------------------------------ | ------------------------------------------ | ------------------------------------------ | ------------------------------------------ | ------------------------------------------ | ------------------------------------------ | ------------------------------------------ | ------------------------------------------ | ------------------------------------------ | ------------------------------------------ | ------------------------------------------ | ------------------------------------------ |
| Temp. máx. abs. (°C)                       | 33.3                                       | 32                                         | 32                                         | 30                                         | 29                                         | 27                                         | 27                                         | 27                                         | 28                                         | 29                                         | 30                                         | 31                                         | 33.3                                       |
| Temp. máx. media (°C)                      | 25.3                                       | 26.4                                       | 26.3                                       | 24.4                                       | 22.2                                       | 21.2                                       | 19.8                                       | 18.8                                       | 19.4                                       | 20.3                                       | 21.5                                       | 23.1                                       | 22.4                                       |
| Temp. media (°C)                           | 21.65                                      | 22.65                                      | 22.7                                       | 21.0                                       | 19.6                                       | 18.85                                      | 18.3                                       | 17.8                                       | 17.7                                       | 18                                         | 18.85                                      | 18.8                                       | 19.7                                       |
| Temp. mín. media (°C)                      | 18.0                                       | 18.9                                       | 19.1                                       | 17.6                                       | 16.4                                       | 15.9                                       | 15.1                                       | 14.2                                       | 15.4                                       | 16.8                                       | 17.4                                       | 18.2                                       | 16.9                                       |
| Temp. mín. abs. (°C)                       | 15.3                                       | 15.5                                       | 16                                         | 15                                         | 13.1                                       | 12.5                                       | 11.9                                       | 11.7                                       | 10.7                                       | 10.8                                       | 12.0                                       | 13.9                                       | 10.7                                       |
| Precipitación total (mm)                   | 1.2                                        | 1                                          | 1.8                                        | 0                                          | 0                                          | 0                                          | 0                                          | 0                                          | 0                                          | 0                                          | 0                                          | 0                                          | 4                                          |
| Humedad relativa (%)                       | 89                                         | 88                                         | 89                                         | 89                                         | 89                                         | 89                                         | 89                                         | 89                                         | 90                                         | 90                                         | 89                                         | 89                                         | 89                                         |
| Fuente: Climate-data.org                   |                                            |                                            |                                            |                                            |                                            |                                            |                                            |                                            |                                            |                                            |                                            |                                            |                                            |

## Morfología y estructura urbana

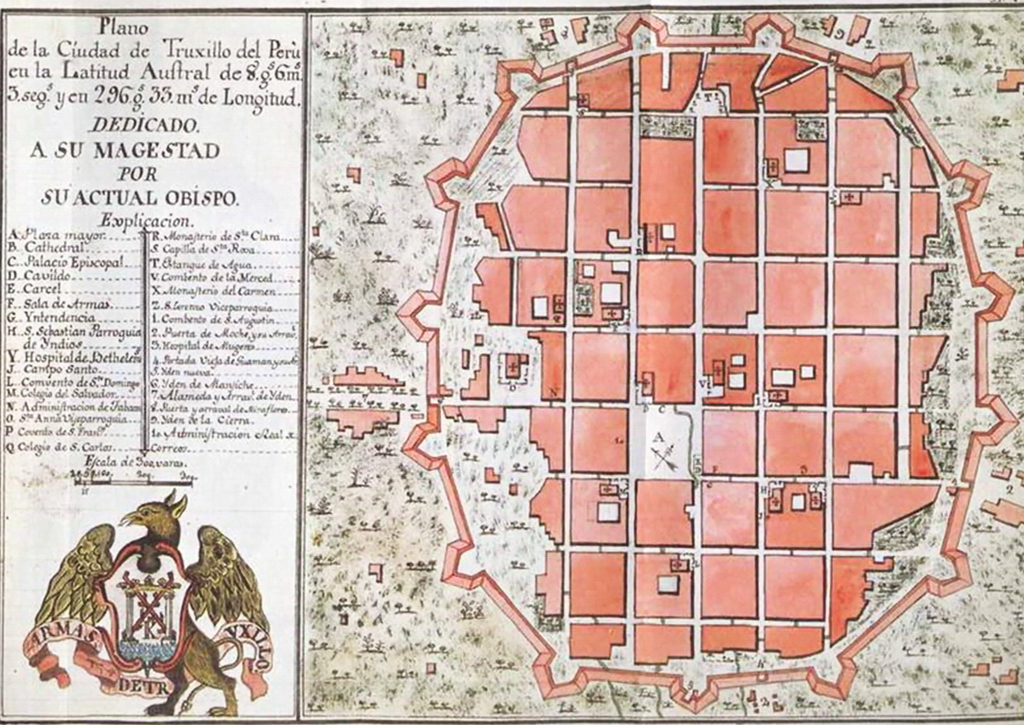
Primer plano de la ciudad de Trujillo.

Durante la época colonial con el Virreinato del Perú, el encargado de diagramar la traza urbana que distingue a la ciudad de entre todas las demás ciudades de fundación española en Perú fue Martín de Estete. El trazo fue hecho a cordel, las manzanas eran de trazo largo midiendo un promedio de 130 a 150 metros por lado organizadas en una trama a damero abarcando un área de 40 hectáreas y teniendo como punto de partida la plaza Mayor. Alrededor de esta, se construyó la muralla de Trujillo para protegerla de invasores piratas, fue construida en el gobierno del virrey Melchor de Navarra y Rocafull entre 1687 y 1690.
En esa época la ciudad abarcaba solo lo que hoy conocemos como el centro monumental y era administrado por el Cabildo de la ciudad, que cambió de denominación a Municipalidad después de la independencia de Trujillo, lo que después se retomaría a Cabildo diferenciándose de comunidades indígenas (estas llamándose municipalidades) y recién en 1823, estableciéndose un régimen común y que era presidida por un alcalde. A su vez, con la Constitución de 1823, se crearían los distritos en Perú con los cuales separarían la ciudad para su mejor administración.

### Planeamiento urbano
Así con el paso de los años la ciudad dejó de ser solo el centro histórico y pasó a extenderse con más distritos y ciudades conurbadas en Trujillo Metropolitano por el ancho de su territorio, tales como con las ciudades de Huanchaco o Moche. Actualmente la planificación urbana de Trujillo es realizada por el Plan de Desarrollo Territorial de Trujillo (PLANDET), órgano de asesoramiento desconcentrado de la municipalidad provincial de Trujillo.

## Política y gobierno

### Administración local

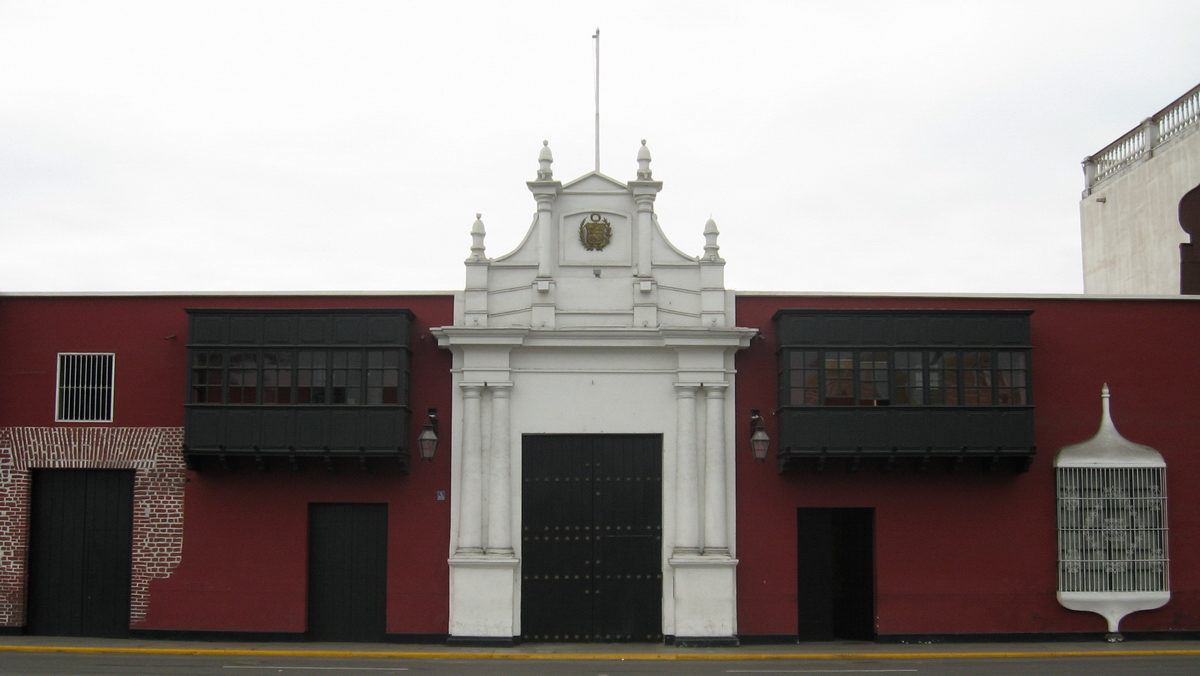
Casa Muñoz y Cañete, sede del Gobierno Regional de La Libertad, en la plaza de Armas de Trujillo.

En Trujillo no existe un órgano de gobierno de la ciudad como tal, carece de un gobierno metropolitano encargado de su administración lo cual actualmente es repartida por diversas autoridades, es la municipalidad provincial de Trujillo quien ejerce su competencia en todo el territorio de la provincia según lo estipulado en la ley orgánica de municipalidades. Por un lado, están los nueve alcaldes distritales en la ciudad, encargadas de la administración local de cada uno, y dirigidas por un alcalde y regidores, todos elegidos por votación popular. El encargado de la administración superior del departamento que es en este caso el Gobierno Regional de La Libertad, formado por el Consejo Regional y el gobernador regional también electos por votación popular, a la vez la región cuenta con un vicegobernador que es elegido junto con el último. El actual alcalde de Trujillo es José Ruiz Vega.
La ciudad es sede del gobierno regional y de los órganos técnicos de su competencia, esta es la Casa Muñoz y Cañete en la plaza de Armas de la ciudad. Es también sede de las pertinentes direcciones regionales de los ministerios que conforman la administración pública del país, así como de la III-Dirección Territorial de Policía, órgano de ejecución de la Policía Nacional de Perú, y de los organismos administrativos del distrito judicial de La Libertad.

### División administrativa
En el año 2012 la ciudad de Trujillo se dividía en 5 distritos.
| Clasificación             | Descripción                                                   | Sub-total (ha) | Área (ha) |
| ------------------------- | ------------------------------------------------------------- | -------------- | --------- |
| Área urbana y urbanizable | Área urbana apta para su consolidación mediante densificación | 6069.8         | 11592.5   |
| Área urbana y urbanizable | Área urbana con restricciones                                 | 3732.0         | 11592.5   |
| Área urbana y urbanizable | Área urbana en alto riesgo                                    | 1790.7         | 11592.5   |
| Área urbana y urbanizable | Área urbanizable inmediata                                    | 2561.1         | 4855.9    |
| Área urbana y urbanizable | Área urbanizable de reserva                                   | 2294.9         | 4855.9    |
| Área no urbanizable       | Área de alto riesgo no mitigable                              | 46437.8        | 91987.1   |
| Área no urbanizable       | Área de conservación ecológica                                | 618.8          | 91987.1   |
| Área no urbanizable       | Área de conservación y de protección arqueológica             | 10767.9        | 91987.1   |
| Área no urbanizable       | Recursos hídricos                                             | 683.8          | 91987.1   |
| Área no urbanizable       | Área rural productiva y de reserva natural                    | 32464.1        | 91987.1   |
| Área no urbanizable       | Área de protección de infraestructura pública                 | 907.4          | 91987.1   |
| Área no urbanizable       | Área de protección de costa                                   | 107.4          | 91987.1   |
| TOTAL                     | TOTAL                                                         | 108435.6       | 108435.6  |

### Trujillo Metropolitano

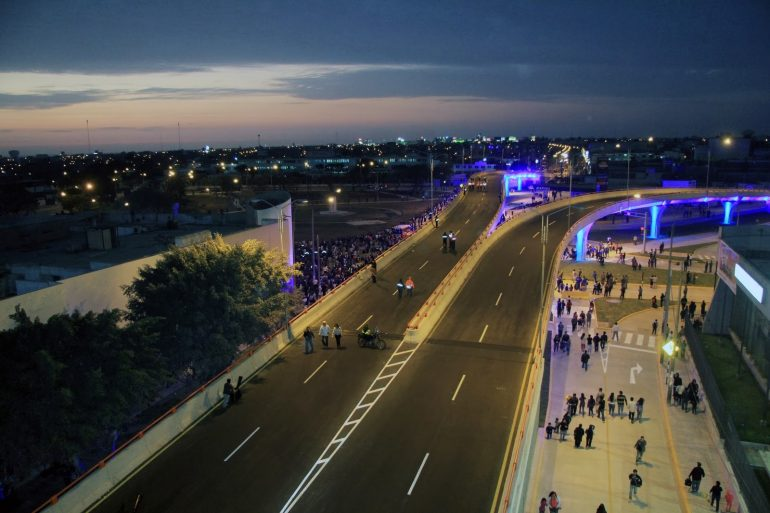
Intercambiador vial ubicado en la intersección de las avenidas Mansiche y Nicolás de Piérola.

El área metropolitana de Trujillo (AMT) está conformada por las áreas rurales y urbanas de los distritos de Trujillo, Moche, La Esperanza, Huanchaco, Florencia de Mora, El Porvenir, Víctor Larco Herrera, Laredo, Alto Trujillo y Salaverry. El AMT ocupa una extensión 108 435 ha.
Contaba con una población censal en el 2017 de 962 369 habitantes urbano y rural. La población proyectada al 2020 es de 1 015 592 habitantes; es decir que representa el 99.21% de la población provincial; así mismo a nivel región La Libertad representa el 54.12% de la población regional y por último el ámbito metropolitano de Trujillo representa el 3.08% de la población nacional.
La población urbana en el 2020 está comprendida por 980 746 habitantes que ocupan áreas urbanas. De la población urbana, el 71% de la población urbana vive en Barrios Urbanos Marginales, el 10% se asienta en zonas críticas de riesgos y el 8.4% del total de viviendas se ubican en zonas de riesgos.

#### Distritos metropolitanos
| Ámbito             | Zona urbana                              | Distrito             | Capital distrital | Categoría |
| ------------------ | ---------------------------------------- | -------------------- | ----------------- | --------- |
| Área metropolitana | Ciudad                                   | Trujillo             | Trujillo          | Ciudad.   |
| Área metropolitana | Ciudad                                   | El Porvenir          | El Porvenir       | Pueblo    |
| Área metropolitana | Ciudad                                   | Florencia de Mora    | Florencia de Mora | Ciudad    |
| Área metropolitana | Ciudad                                   | La Esperanza         | La Esperanza      | Pueblo    |
| Área metropolitana | Ciudad                                   | Víctor Larco Herrera | Buenos Aires      | Pueblo    |
| Área metropolitana | Ciudad                                   | Alto Trujillo        | Alto Trujillo     | Pueblo    |
| Área metropolitana | Áreas urbanas conurbadas o semiconurbada | Huanchaco            | Huanchaco         | Pueblo    |
| Área metropolitana | Áreas urbanas conurbadas o semiconurbada | Laredo               | Laredo            | Pueblo    |
| Área metropolitana | Áreas urbanas conurbadas o semiconurbada | Moche                | Moche             | Villa     |
| Área metropolitana | Áreas urbanas conurbadas o semiconurbada | Salaverry            | Salaverry         | Villa     |

## Demografía

### Evolución poblacional
En los inicios de su fundación, en el año 1544, Trujillo contaba con 300 casas y aproximadamente 1,000 habitantes. Hacia 1760 se calculó que en Trujillo vivían cerca de 9,200 personas, casi tres veces de la población que la ciudad registró en 1604. A principios del siglo XVII según Vásquez de Espinoza la ciudad contaba con una población de unos 400 españoles.
La población de la ciudad ha ido cambiando mucho a lo largo de las décadas. En los años donde era capital de la intendencia de Trujillo, en 1812 su población era de 12 032 habitantes siendo la segunda menos poblada en la Intendencia a pesar de ser la capital y siendo superada por Cajamarca, Chiclayo, Piura, entre otras. Esto se siguió manteniendo a lo largo de las épocas hasta su aumento exponencial en el siglo XX.
La ciudad para el periodo censal 2007-2017 presentó una tasa de crecimiento promedio anual de 1.8%.

### Composición por rango de edades
| Sectores             | Distribución por rango de edades (2017) | Distribución por rango de edades (2017) | Distribución por rango de edades (2017) | Distribución por rango de edades (2017) | Distribución por rango de edades (2017) |
| Sectores             | 0-14                                    | 15-29                                   | 18-40                                   | 45-64                                   | 65-más                                  |
| -------------------- | --------------------------------------- | --------------------------------------- | --------------------------------------- | --------------------------------------- | --------------------------------------- |
| Trujillo             | 20.60%                                  | 25.60%                                  | 21.10%                                  | 21.00%                                  | 11.70%                                  |
| El Porvenir          | 29.80%                                  | 27.70%                                  | 20.90%                                  | 15.90%                                  | 5.60%                                   |
| Florencia de Mora    | 25.40%                                  | 25.10%                                  | 21.30%                                  | 18.80%                                  | 9.50%                                   |
| Huanchaco            | 26.30%                                  | 28.40%                                  | 23.10%                                  | 16.60%                                  | 5.60%                                   |
| La Esperanza         | 27.20%                                  | 26.80%                                  | 20.90%                                  | 17.90%                                  | 7.20%                                   |
| Laredo               | 27.00%                                  | 23.70%                                  | 20.40%                                  | 19.60%                                  | 9.40%                                   |
| Moche                | 27.00%                                  | 26.00%                                  | 21.30%                                  | 17.90%                                  | 7.70%                                   |
| Salaverry            | 41.50%                                  | 26.70%                                  | 20.90%                                  | 16.70%                                  | 6.70%                                   |
| Víctor Larco Herrera | 23.10%                                  | 24.50%                                  | 21.70%                                  | 20.60%                                  | 10.00%                                  |
| Metropolitano        | 25.20%                                  | 26.30%                                  | 21.20%                                  | 18.70%                                  | 8.60%                                   |

### Población distrital
La población de los distritos metropolitanos se encuentra distribuida de la siguiente manera.
| Ámbito             | Zona urbana    | Distrito             | Población (2017) | Población estimada (2025) | Capital distrital | Categoría | Altitud (m s. n. m.) |
| ------------------ | -------------- | -------------------- | ---------------- | ------------------------- | ----------------- | --------- | -------------------- |
| Zona metropolitana | Ciudad         | Trujillo             | 314 939          | 359 982                   | Trujillo          | Ciudad    | 74                   |
| Zona metropolitana | Ciudad         | El Porvenir          | 190 461          | 134 258                   | El Porvenir       | Pueblo    | 92                   |
| Zona metropolitana | Ciudad         | Florencia de Mora    | 37 262           | 65 310                    | Florencia de Mora | Ciudad    | 92                   |
| Zona metropolitana | Ciudad         | La Esperanza         | 189 206          | 249 310                   | La Esperanza      | Pueblo    | 137                  |
| Zona metropolitana | Ciudad         | Víctor Larco Herrera | 68 506           | 84 452                    | Buenos Aires      | Pueblo    | 24                   |
| Zona metropolitana | Ciudad         | Alto Trujillo        | -                | 85 980                    | Alto Trujillo     | Pueblo    |                      |
| Zona metropolitana | Zona conurbada | Laredo               | 37 206           | 56 718                    | Laredo            | Pueblo    | 107                  |
| Zona metropolitana | Zona conurbada | Huanchaco            | 68 409           | 103 075                   | Huanchaco         | Pueblo    | 19                   |
| Zona metropolitana | Zona conurbada | Moche                | 37 436           | 47 246                    | Moche             | Villa     | 25                   |
| Zona metropolitana | Zona conurbada | Salaverry            | 18 944           | 25 844                    | Salaverry         | Villa     | 10                   |

### Migración
En las últimas décadas el crecimiento urbano de Trujillo se debe mayormente al incremento poblacional de origen migratorio, siendo los principales aportantes de población (censo de 1993), las provincias del interior de La Libertad como Otuzco (15.8%), Santiago de Chuco (9.3%), Ascope (9 %) y Sánchez Carrión (5.2 %), en tanto que Cajamarca contribuyó con 16 % y Áncash con 5 %.
Últimamente se vio un crecimiento exponencial de migración internacional colombiana y venezolana, la última producida por la crisis en Venezuela donde el 8 % de la inmigración venezolana en el Perú escoge a Trujillo para vivir según un informe elaborado por la Organización Internacional para las Migraciones (OIM), convirtiendo a la ciudad en segundo puesto con más inmigración venezolana en la nación, por debajo de Lima, esta última con el 65 % del total.

### Religión
La población de la ciudad tras la colonización española de América, fue netamente católica. A lo largo del tiempo la Iglesia católica ha perdido representatividad en el país pero a pesar de ello sigue siendo la más predominante. 

## Economía

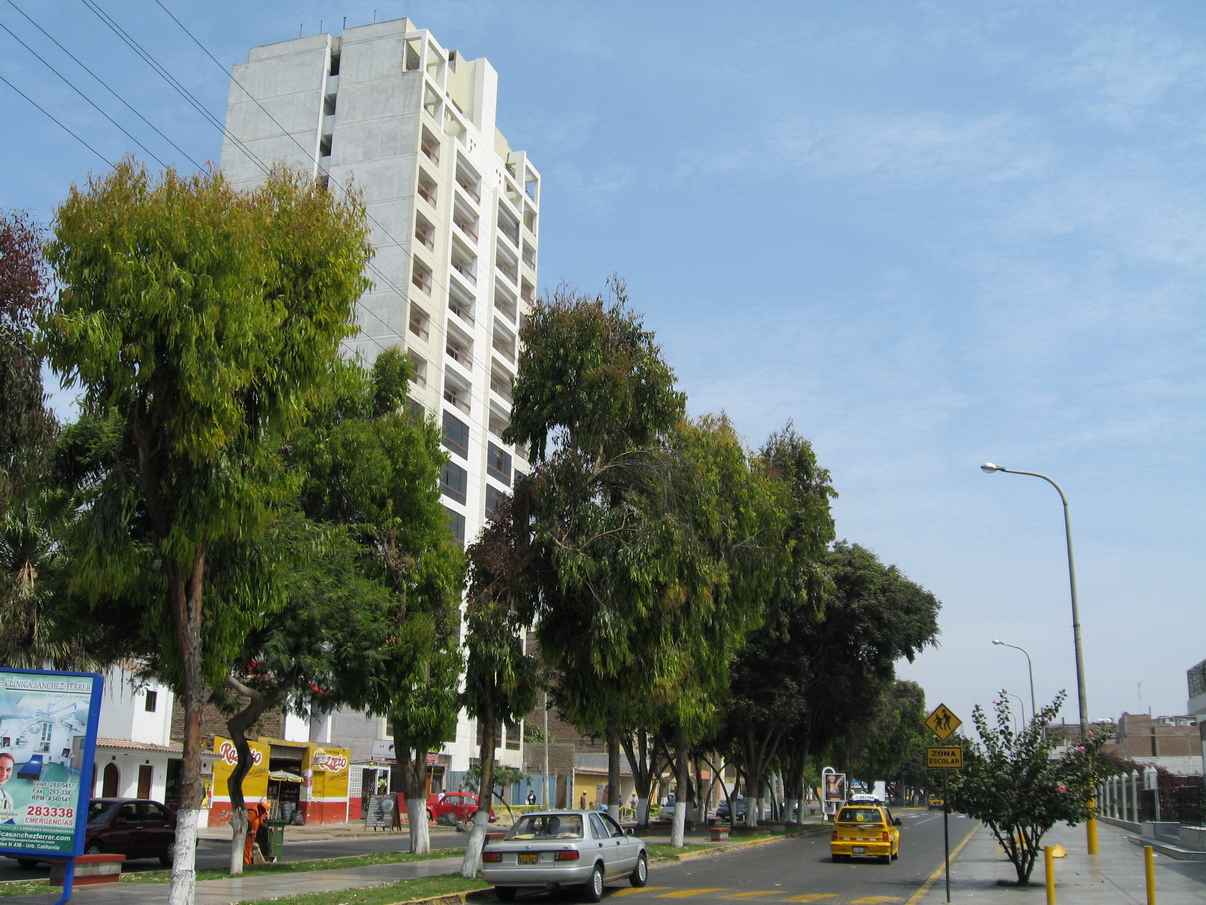
Residencia en la avenida Húsares de Junín de la ciudad.

Uno de los ejes principales de la economía trujillana lo representa el proyecto agroindustrial Chavimochic, considerando uno de los mayores proyectos agroindustriales del mundo. Dicho proyecto surge bajo el esquema de una asociación público y privada y que actualmente se encuentra en la tercera etapa de su expansión. 
Chavimochic representa para la ciudad una importante fuente de puestos de trabajo y una cuota importante de sus exportaciones. Los principales productos de exportación son espárragos y alcachofas las cuales tienen como destino los mercados de Europa (principalmente España) y Norteamérica.
Es gracias a esta importante fuente de exportación que Perú es el principal exportador de espárragos en el mundo.
Durante el periodo 2003-2008 fue la segunda ciudad con mayor crecimiento económico en Latinoamérica, según el reporte del año 2009 de «América Economía» presentando una variación porcentual del PIB per cápita del 63.2 %. Asimismo en el periodo 2007-2008 la variación porcentual del PIB fue de 8.65 %, una de las más alta de Latinoamérica.

### Dinámica distrital
El distrito de Trujillo es quien concentra alrededor del 68% de los agentes económicos registrados, le siguen los distritos de La Esperanza y El Porvenir respectivamente. La concentración en el distrito central en cualquiera de las actividades es mayor al 50%; destacando el sector financiero, minero, eléctrico, de agua, inmobiliario y empresarial. 
Una de las actividades más desconcentradas en la provincia es el sector industria; donde el 48% se realiza fuera del distrito homónimo de la ciudad. Esta desconcentración se traslada a favor de El Porvenir, La Esperanza y Florencia de Mora.

### Sector laboral
De acuerdo a la «Encuesta de Hogares Especializada en Niveles de Empleo» la Población Económicamente Activa (PEA) asciende a 239 994 personas, presentando una tasa de actividad laboral por encima del promedio del país con un promedio de ingreso mensual de 812 nuevos soles, cuyas principales áreas de actividad en las que desempeñan es la industria manufacturera ( %), el comercio ( %) y los servicios no personales ( %).

### Construcción
En otro aspecto, el sector de construcción de la ciudad está entre los más dinámicos del país, acorde con el Estudio de Edificaciones Urbanas elaborado por el Instituto de Construcción y Desarrollo de la Cámara Peruana de la Construcción. Haciendo que la actividad edificadora en el año 2010 ascendió a 437 440 m 2, un 84.3 % destinado a vivienda, un 0.3 % a oficinas y un 1.3 % a local comerciales. En el caso de la oferta de vivienda, los departamentos concentran el 42.3 % y las casas el 57.7 % de la oferta total en este sector de destino.
| Actividad constructora            | Actividad constructora | Actividad constructora |
| Destino                           | m²                     | %                      |
| --------------------------------- | ---------------------- | ---------------------- |
| Viviendas                         | 368 867                | 84.3                   |
| Locales comerciales               | 5 641                  | 1.3                    |
| Oficinas                          | 1 355                  | 0.3                    |
| Otros destinos                    | 61 577                 | 14.1                   |
| TOTAL                             | 437 440                | 100                    |
| Cámara Peruana de la Construcción |                        |                        |

### Industria
Las industrias en Trujillo están distribuidas en tres sectores que abarcan una superficie de 110.4 hectáreas. El de mayor extensión es el parque industrial ubicado en el distrito de la Esperanza con 94.57 hectáreas, le sigue la zona industrial de Moche en el distrito de Moche ubicado en la Panamericana Sur — en la entrada sur de la ciudad — con 12.5 ha y por último la urbanización Santa Leonor con 3.44 ha.

### Turismo
El 93% de turistas son de origen nacional, procedentes el 71% de Lima, y el resto de Lambayeque, Cajamarca, Piura, Ancash y San Martín. Los turistas extranjeros que se interesan en visitar los atractivos turísticos de Trujillo tienen las siguientes características:un 36% proceden de Europa, un 18% de Norteamérica, 10% de Israel, 20% de Sudamérica, 4% de Australia y 12% proceden de otros lugares según el Mincetur.

## Patrimonio

### Centro histórico
El centro histórico de Trujillo ocupa un área de 133.5 ha y está conformado por un total de 1,783 lotes, que agrupados en 72 manzanas, se ubican dentro de la zona que fue conocida como el Cercado de Trujillo. La trama urbana inicial de esta zona estuvo protegida por una muralla.
Actualmente el conjunto de calles de la trama urbana inicial de la zona monumental se encuentra circundado por la avenida España. En él se levantan diversos monumentos entre los que predominan las edificaciones producto de la arquitectura colonial y religiosa imperante durante la época virreinal, además de casonas que datan de la misma época y de los albores de la república entre cuyos distintivos están sus balcones y ventanales enrejados a manera de encaje.

#### Monumentos civiles[citarequerida]
| - El Monumento a la Libertad - Casona Tinoco o Casa del Mayorazgo de Facalá - Palacio Itúrregui - Casa Baanante - Casa Calonge o Urquiaga | - La Casa de la Emancipación - Casa Ganoza - Casa del Mariscal de Orbegoso - Teatro municipal de Trujillo |

#### Monumentos religiosos[citarequerida]

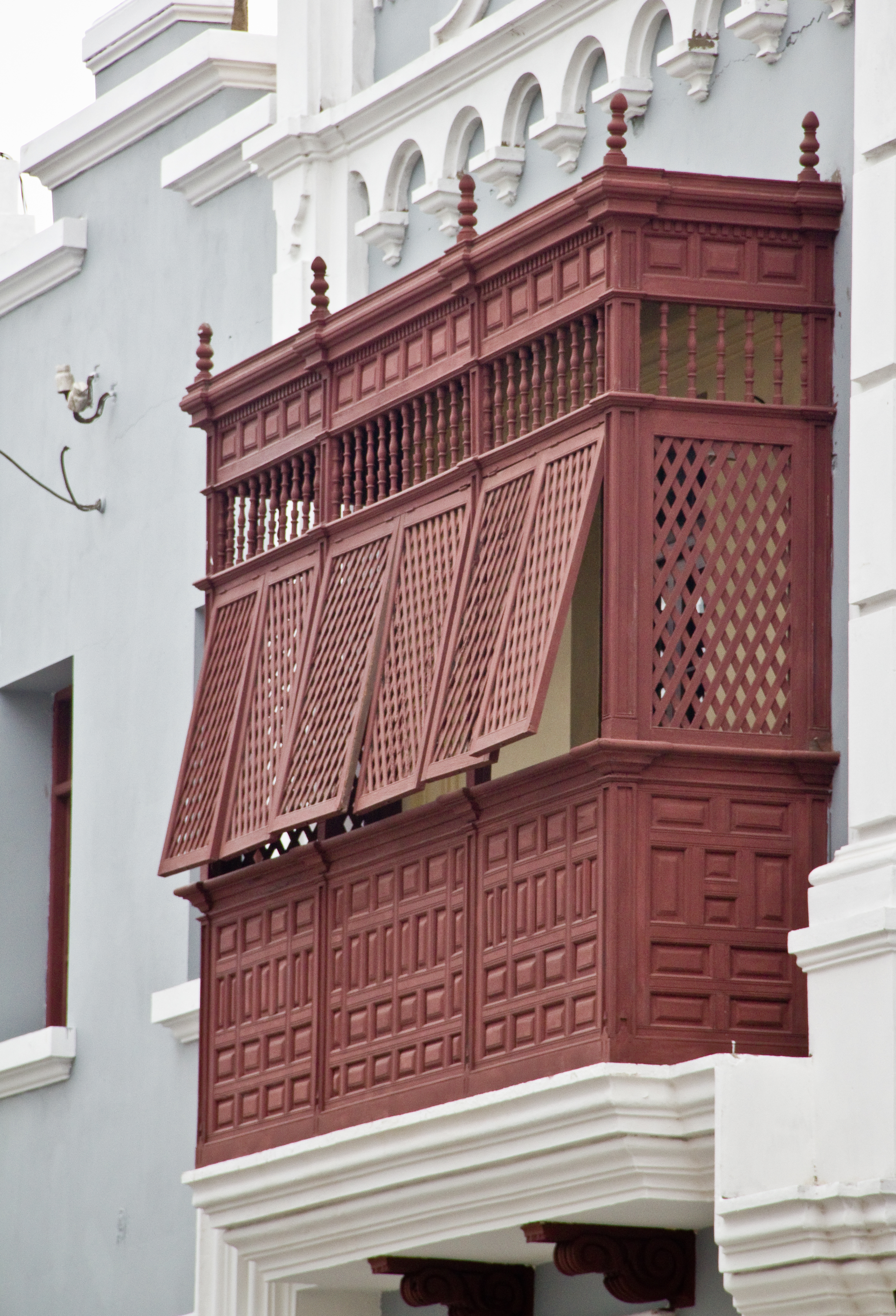
Típico balcón de madera de las casonas del Centro Histórico de Trujillo.

- Catedral de Trujillo: Construida entre los años 1647 y 1666 sus altares son de estilo barroco y rococó; los lienzos que conserva pertenecen a la escuela Trujillana de pintura, a la escuela cuzqueña y escuela quiteña. La catedral cuenta con el Museo Catedralicio que tiene obras sobre todo religiosas de la época virreinal en oro y plata.

- Iglesia y Monasterio El Carmen: Caracterizado por la armonía de su arquitectura fue construido en el siglo XVIII. Son de interés sus diversos altares y el púlpito de madera. Posee cerca de 150 pinturas parte de ellas de la escuela quiteña de los siglos XVII y XVIII. Asimismo posee un lienzo llamado "la última cena" de Otto Van Veen que fue maestro del artista flamenco Pedro Pablo Rubens. Cabe resaltar la minuciosa labor de sus tallados cubiertos con pan de oro.

- Iglesia La Merced: Templo data del siglo XVII, cuyo diseño y construcción es del ciudadano portugués Alonso de las Nieves, tiene una mezcla de estilos arquitectónicos en su fachada. Interesante es su órgano de estilo rococó. Está ubicada junto a la sede de la Corte Superior de Justicia de La Libertad.

- Iglesia de San Agustín: Construida entre los siglos XVI y XVII con un altar mayor de estilo barroco. Destacan especialmente los murales representando a los apóstoles y el púlpito colonial de madera tallada y dorada.

- Iglesia y Convento de la Anunciación: La construcción de ambos estuvo a cargo de la orden de los franciscanos; la obra inicial fue iniciada en el año 1536.[145] La iglesia cuenta con pinturas de personajes de las Sagradas Escrituras y santos. Su retablo mayor está dorado y su púlpito data del siglo XVII.

- Iglesia de San Salvador de Mansiche: Ubicada frente a la Plazuela de Los Papas en la Av. Mansiche, es uno de los centros arquitectónicos e históricos de Trujillo, está custodiada ornamentalmente por una plazuela a la que se le denomina la plaza de Los Papas, por los bustos escultóricos en esta que representan papas. Es la segunda iglesia más antigua de la ciudad.[146]

- Iglesia de Santiago de Huamán: Ubicada en la plaza Mayor del antiguo pueblo de Huamán es la más antigua de la región con estilo barroco mestizo; en esta iglesia se celebra una de las festividades más tradicionales de la región y con más de 300 años de antigüedad: las fiestas patronales del Señor de Huamán.[147] Esta festividad religiosa reúne fieles cristianos que acuden al histórico templo del pueblo de Santiago de Huamán, se realiza desde el 13 hasta el 27 de mayo de cada año.[148]

### Zonas arqueológicas
La ciudad y área metropolitana contiene sitios arqueológicos importantes parte del legado cultural de los reinos Chimú y Mochica del sur. Las zonas arqueológicas son parte de la Ruta Moche, que se inicia en lo que antiguamente fuera la sede de gobierno de la cultura Mochica del sur, las Huacas del Sol y La Luna, aproximadamente a 4 kilómetros al sur del centro histórico de Trujillo, y cubre una serie de lugares que fueron parte de los dominios del reino mochica del sur en su época de apogeo.
- Chan Chan: Fue la ciudad de adobe más grande de América precolombina, capital de los chimúes;[41] se encuentra a 5 kilómetros al noroeste del centro histórico de Trujillo, cerca a la avenida Mansiche que conduce hacia Huanchaco. La UNESCO declaró a Chan Chan patrimonio de la humanidad en 1986.[150]

- Huaca Esmeralda: Es un sitio arqueológico está asociado a la cultura Chimú y fue construido vinculado a Chan Chan.[151] El templo es una construcción que tiene base rectangular de aproximadamente 65 metros de largo por 41 metros de ancho. Está conformado por dos plataformas con rampas centrales. La primera, ubicada a la entrada, corresponde a la última etapa constructiva chimú; su decoración consiste en redes de pescar con peces en su interior. Detrás, la segunda plataforma y la más antigua tiene decoración similar al Palacio Tschudi con diseños de la red y la nutria marina. Las paredes de adobe están decoradas con altorrelieves de motivos zoomorfos y geométricos. Se ubica a tres cuadras de la iglesia de Mansiche, de la urbanización La Esmeralda, en el antiguo fondo agrícola del mismo nombre que ocupaba esta zona a 3 kilómetros del centro de la ciudad. El sitio arqueológico es considerado «Patrimonio Monumental de la Nación».

- Huaca del Dragón: También llamada Huaca del Arco Iris,[151] está ubicada a 4 kilómetros hacia el norte del centro histórico de Trujillo en el distrito La Esperanza, cerca de Chan Chan. Se trata de un monumento religioso, centro ceremonial y administrativo construido en adobe cuyos murales están decorados con frisos en relieve mostrando figuras antropomorfas y representando el arco iris muy estilizado.

- Huacas del Sol y de la Luna: Son monumentos prehispánicos situados a 5 km al sur del centro histórico de Trujillo, en el distrito de Moche. Este sitio arqueológico representó físicamente la capital de la cultura Mochica del sur desde el siglo I a. C. hasta el siglo IX; es junto a su museo uno de los lugares más visitados de la ciudad.[152]

- Huaca de los reyes: Es un complejo arqueológico ubicado en el distrito de Laredo, a unos 14 km al este del centro histórico de Trujillo. Este conjunto monumental fue investigado durante los años 70 por el Proyecto Chan Chan Valle de Moche (M. Moseley y C. Mackey, 1973). Muestra un escenario donde la arquitectura ritualista expone el retrato de hombres y "dioses". Huaca de los Reyes, para la sociedad Cupisnique representó el reflejo tangible del mundo ceremonial ritualista -Hanan pacha y Kay pacha- que es la noción de dualidad, de espacio y tiempo histórico social. Es el centro ceremonial más antiguo en el valle de Moche, perteneciente a la cultura Cupisnique, según estudios realizados por el arqueólogo Jorge Ruiz Barcellos. Está declarado «Patrimonio Cultural de la Nación».[153][154]

### Balnearios y otros

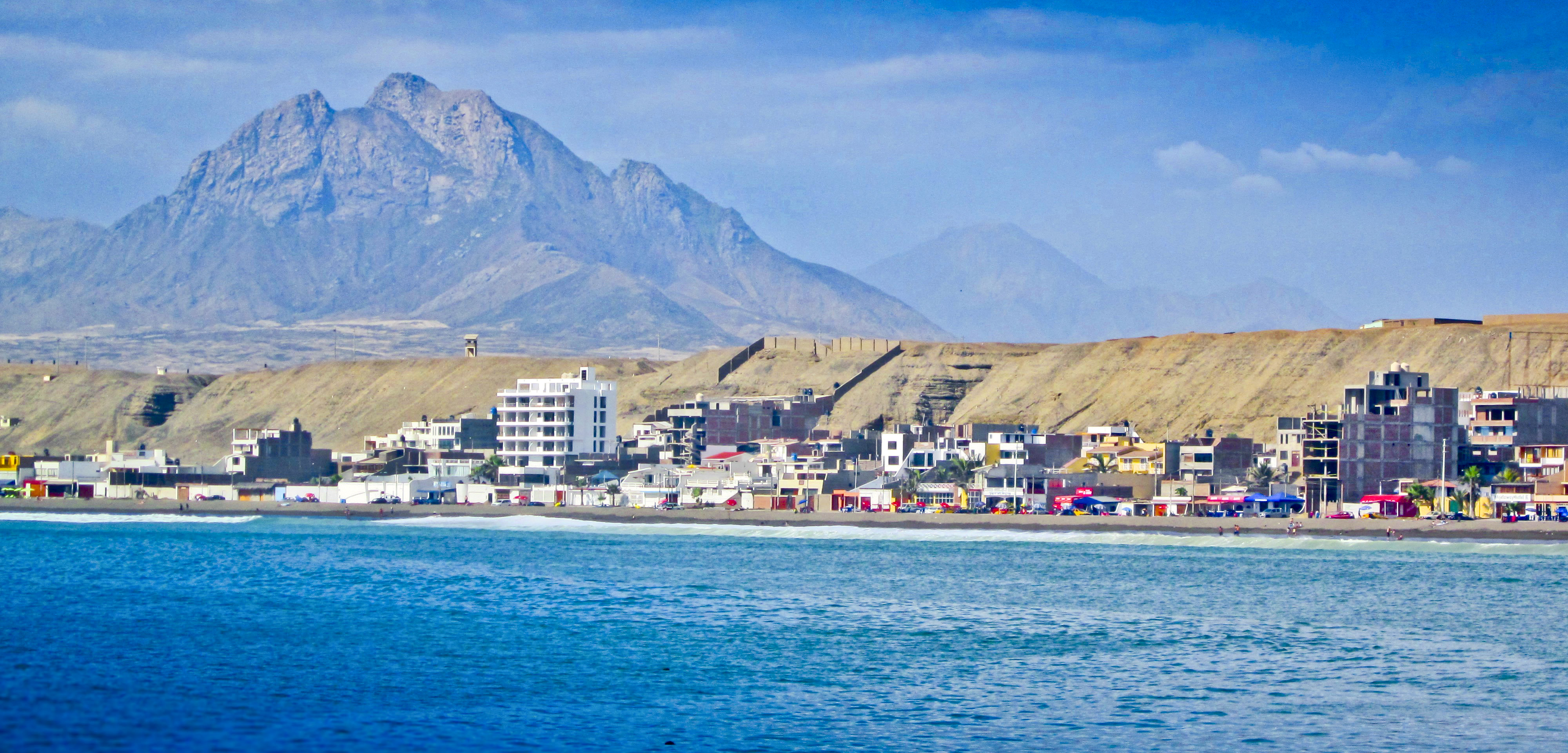
Balneario de Huanchaco.

A pocos kilómetros del centro histórico de la ciudad existen varias playas o balnearios, entre los balnearios destacan los siguientes:
- Balneario de Huanchaco. Considerado una reserva mundial de surf[156] se encuentra ubicado en el distrito de Huanchaco, en las afueras de la ciudad, es un balneario tradicional, en él se puede observar los caballitos de totora, balsas usadas desde la época de los mochicas del sur para realizar labores de pesca. También resalta el muelle artesanal que representa un ícono de dicho balneario.

- Balneario de Las Delicias. Ubicado en el distrito metropolitano de Moche, en él se realiza la Feria de San José, a mediados del mes de marzo de cada año. Es un balneario aledaño a Salaverry.

- Los humedales de Huanchaco. Conocido también como los balsares de Huanchaco o los pantanos de Huanchaco es un parque ecológico que se encuentra hacia el noroeste de la ciudad. Este parque contiene reservas de totora, de las que se extrae la materia prima para la fabricación de los caballitos de totora utilizados desde la época de los mochicas del sur para la pesca artesanal.[157]

- Campiña de Moche. Ubicada en el distrito de Moche, es atravesada por el río Moche y alberga a las Huacas del Sol y de la Luna, sede de la antigua cultura mochica del sur. En esta campiña también se encuentran centros recreativos campestres donde se presentan platos típicos como la sopa teóloga, la chicha de Moche, etc.; ahí se ubican restaurantes típicos como El Mochica, también se encuentra la zona urbanizada de Moche con su plaza de armas. La campiña presenta tradiciones históricas y milenarias.[158]

- Laguna de Conache. Ubicada en el poblado tradicional de Conache en el distrito metropolitano de Laredo, próxima a grandes dunas que son visitadas para practicar el sandboard. Cerca de la laguna de Conache existen extensos bosques de algarrobos que presentan variada fauna y también son visitados por los turistas ya que son un atractivo turístico complementario de la laguna, en la que se puede realizar almuerzos campestres, paseos en bote, etc. Cerca de la laguna, desde hace 16 años, en el mes de marzo, se celebra el carnaval de Conache.

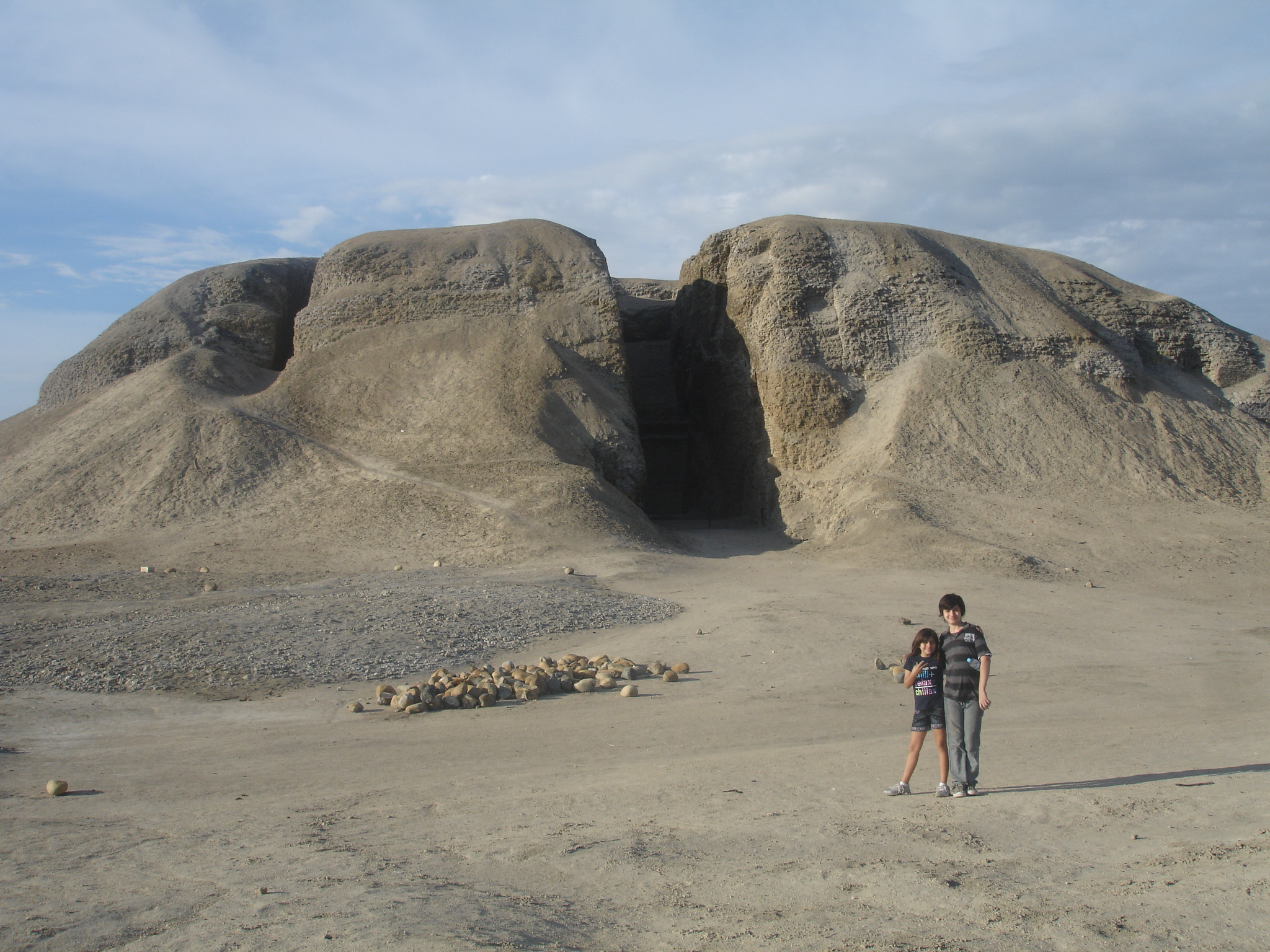
Complejo arqueológico El Brujo.

Si bien no pertenecen a la ciudad de Trujillo, debido a su escasa distancia de la ciudad están relacionados con ella. Algunos lugares cercanos a la ciudad son:

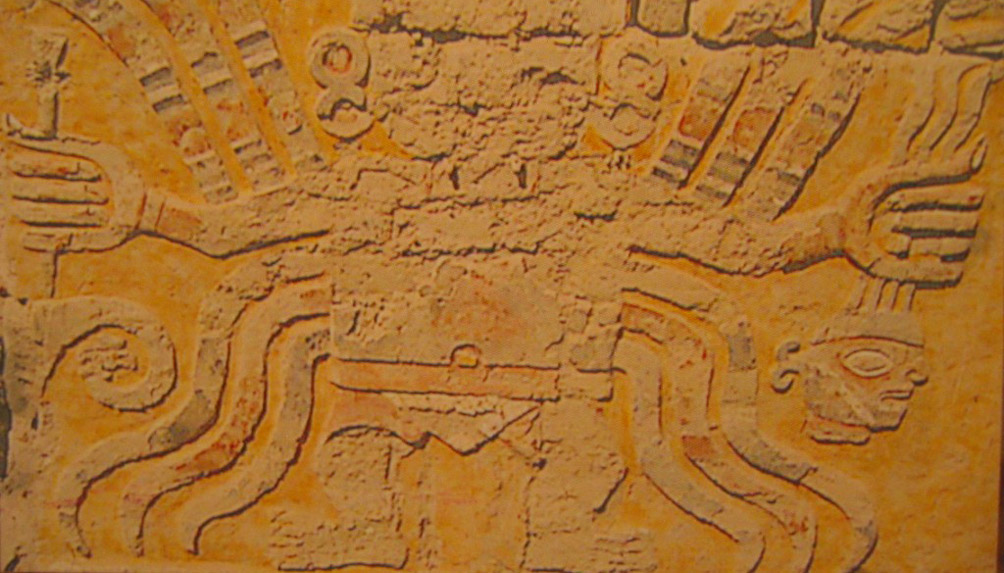
El Degollador, dios mochica del sur representado en uno de los muros del complejo arqueológico El Brujo.

- Complejo arqueológico El Brujo. Ubicado aproximadamente a 45 kilómetros al norte de la ciudad de Trujillo. El Brujo es uno de los complejos arqueológicos más antiguos de la costa norte peruana. Está ubicado en el valle del río Chicama, en el distrito de Magdalena de Cao. Este complejo era un centro ceremonial donde se puede contemplar el legado de 5000 años de ocupación desde los nómades cazadores, recolectores y posteriormente por las culturas Cupisnique, Moche y Chimú. En este complejo arqueológico se encontró la tumba y el cuerpo momificado de la gobernante mochica del sur llamada la Dama de Cao, también contiene el Museo de Sitio de Cao.[159]
- Campiña de Simbal. Ubicada en el distrito de Simbal, se caracteriza por ser un lugar de contacto directo con la naturaleza, la campiña cuenta con casas de campo, centros recreativos campestres, entre ellos el centro recreativo Río Bar que se ubica en la quebrada de un río entre dos montañas. Simbal es propicio para deportes de aventura por lo agreste de su terreno.[160]

## Áreas verdes
Algunos de los parques y zonas verdes de la ciudad de Trujillo son:
- La alameda de Mansiche. Ubicada en la histórica exportada de Mansiche, que fue parte de la antigua muralla de la ciudad en la zona monumental del centro histórico de Trujillo. La alameda posee un conjunto de árboles muy antiguos y también es escenario de presentaciones culturales.[161]

- El Parque o Jardín Botánico de Trujillo. Ubicada en la avenida América Sur cerca de la avenida Larco y a unos 1200 metros del centro histórico de Trujillo; es conocido también como el Pulmón Verde de Trujillo. Alberga diversas plantas de la costa, sierra y selva; el jardín botánico conserva especies como el pallar mochero, totorales y algodón pardo entre otras plantas. En este centro de conservación también alberga variedad de aves que han llegado atraídas por las plantas.[162]

## Museos y centros culturales

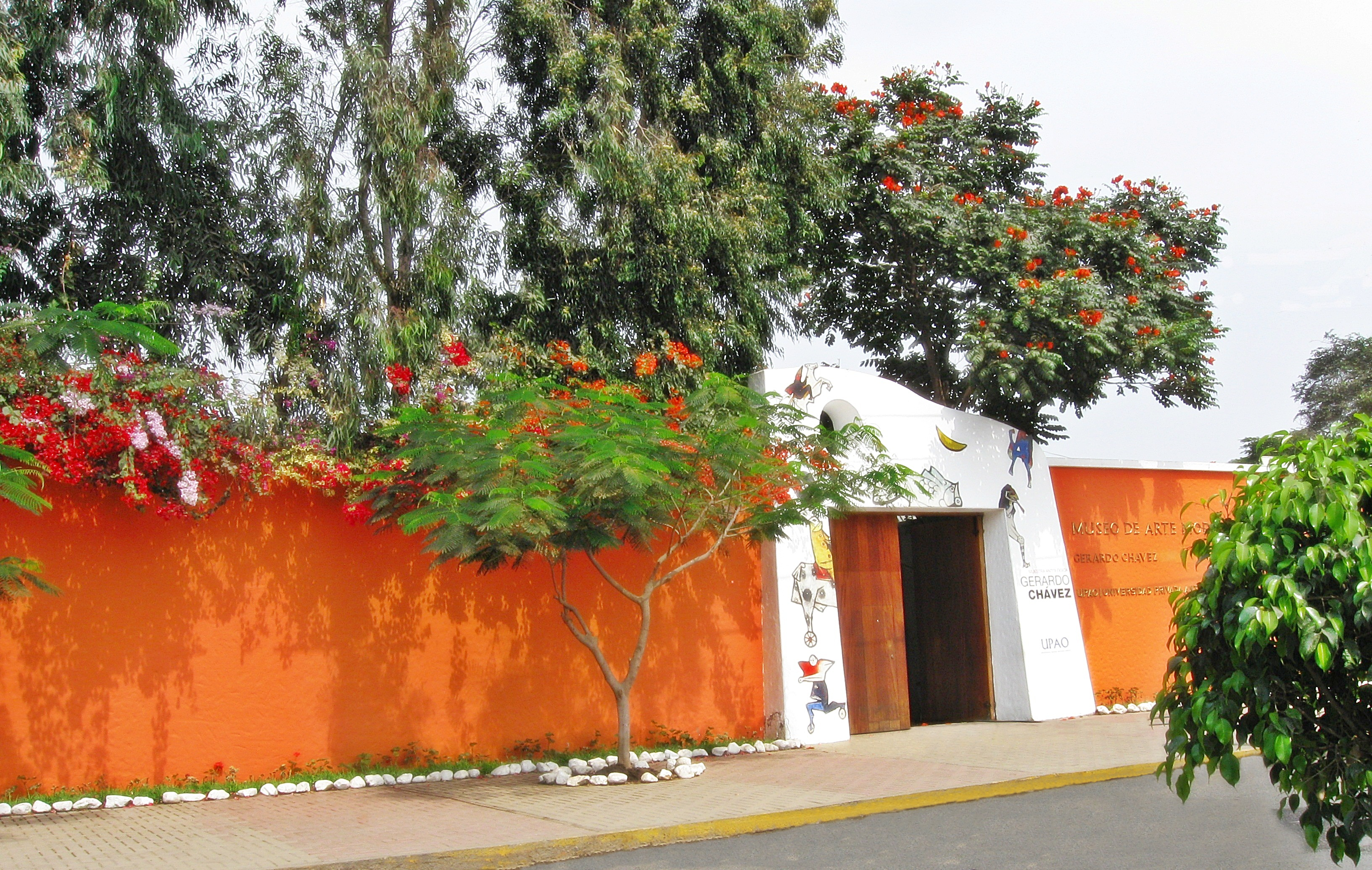
El Museo de Arte Moderno de Trujillo fundado por el artista Gerardo Chávez.

- Museo del Juguete, propiedad del pintor Gerardo Chávez, en este museo se exhiben juguetes que datan desde mediados del siglo XX. El museo se ubica a pocas cuadras de la plaza de Armas de la ciudad y tiene junto a él un café bar.[163]

- Museo de Arte Moderno, muestra obras y escultura de pintores nacionales y extranjeros, fue inaugurado el 30 de noviembre del 2006 por el artista Gerardo Chávez en el cual puso a disposición del público su amplia y diversa colección de arte moderno. Actualmente el museo se encuentra administrado por la Universidad Privada Antenor Orrego.[164]

- Museo Casa de la Emancipación, centro cultural tradicional ubicado en una casona de las intersecciones del jirón Gamarra con el jirón Pizarro y que fuera escenario de la gestación de la Independencia de Trujillo. Además fue sede del Primer Congreso Constituyente y casa de gobierno del expresidente peruano José de la Riva-Agüero.[165] Sus actividades se centran en las exposiciones de arte y en actividades culturales de diversa índole que se llevan a cabo en su patio central. Actualmente se encuentra administrado por Fundación BBVA.

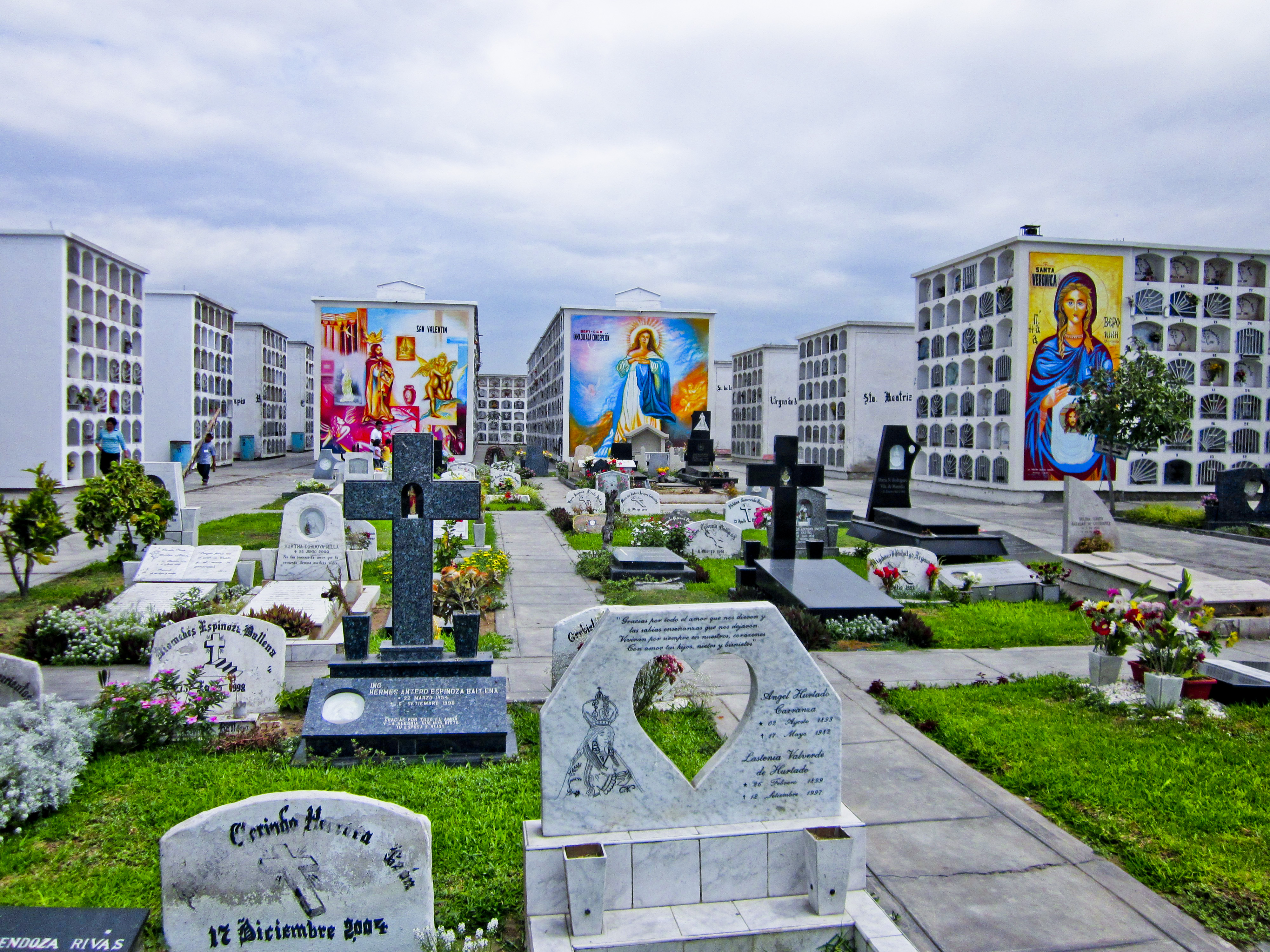
El Cementerio General de Miraflores posee las tumbas de personajes históricos como Luis José de Orbegoso y Moncada y Víctor Raúl Haya de la Torre.

- Museo de Zoología, en él se muestra una exhibición taxidérmica de la fauna de la costa, sierra y selva peruana. El museo se encuentra bajo la administración de la Universidad Nacional de Trujillo,

- Museo de Arqueología, Antropología e Historia, a través de siete salas muestra el desarrollo del proceso histórico en la costa norte y particularmente en los valles costeños de la región La Libertad, desde la llegada de los primeros habitantes, hace unos 12 000 años, hasta el arribo de los colonizadores europeos en 1532. Desde el año 1939 el museo viene aportando al público en general la muestra de la historia local y nacional, tiene su sede de la casona Risco en el jirón Junín. Actualmente se encuentra bajo la administración de la Universidad Nacional de Trujillo.[166]

- Centro Cultural Víctor Raúl Haya de la Torre, inaugurado el 12 de julio de 2010, en él puede encontrarse cinco salas dedicadas al filósofo y político Haya de la Torre. En estas primeras cinco salas se repasa también la vida cultural de la ciudad de Trujillo centrándose en las principales figuras del Grupo Norte y del Grupo Trilce. Cuenta también con otras cinco salas con muestras itinerantes dedicadas al arte, donde se han exhibido obras de diversos artistas entre ellos del pintor Gerardo Chávez.[167]

- Museo Catedralicio, administrado por el Arzobispado metropolitano de Trujillo muestra la historia religiosa de la ciudad desde los tiempos de la colonia hasta la actualidad. Está dividido en seis secciones, en las cuales uno puede apreciar desde la vestimenta de los antiguos cardenales, escultura de santos, pinturas murales y lienzos de pintores anónimos de los siglos XVII y XVIII.[168]

- Museo Arqueológico José Cassinelli Mazzei, localizado en la avenida Nicolás de Piérola presenta muestras de diversas culturas de la región como la cultura Chavín, Moche, Chimú, Recuay, etc.[169] Se centra en su arte, cerámica y ceremonias religiosas, también cuenta con momias que son exhibidas en el museo.

- Museo del BCR, ubicado en la Casa Urquiaga, exhibe una colección única de monedas desde los inicios de Perú hasta la actualidad. Asimismo mantiene mobiliario y menaje propio de la época colonial y republicana ya que desde esta casona Simón Bolívar dirigió el gobierno del país.[170] Actualmente está administrado por el Banco Central de Reserva del Perú.

## Manifestaciones culturales

### Festivales

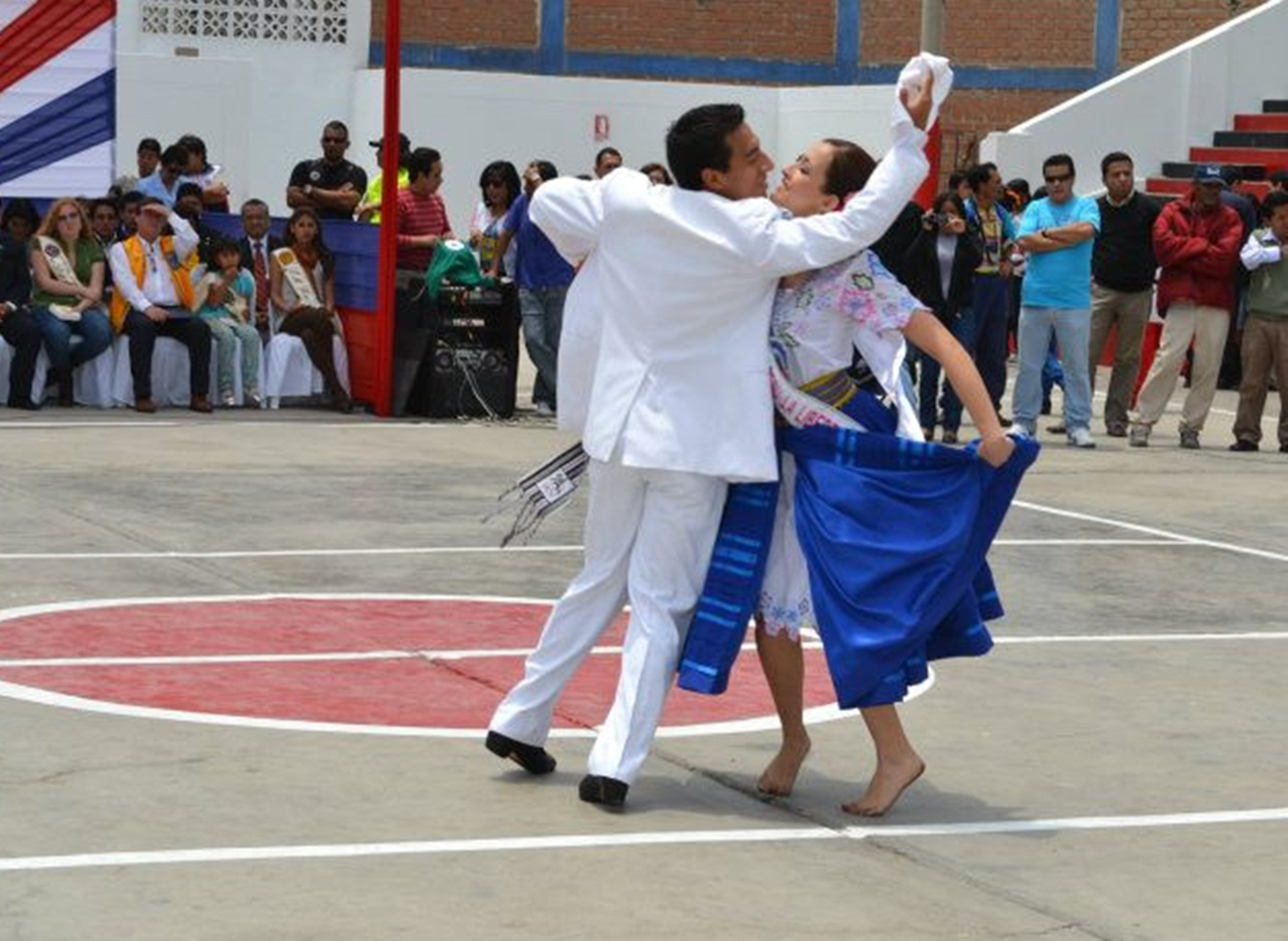
Pasacalle en el 52.º Festival de la Marinera en Trujillo.

- Festival de la Marinera (última semana de enero): Organizado por el Club Libertad de Trujillo, parejas invitadas nacionales e internacionales se presentan para disputar el primer puesto de las distintas categorías del concurso. También destaca el desfile de carros alegóricos que recorre las principales calles del centro histórico.[171] Dentro del marco del festival también se lleva a cabo la Fiesta del Perol en el cual los asistentes se visten de blanco para rendirle homenaje a la marinera. Cada año llegan variadas personalidades del ámbito político, social, cultural nacional entre mucha gente que acude a este acontecimiento.[172]

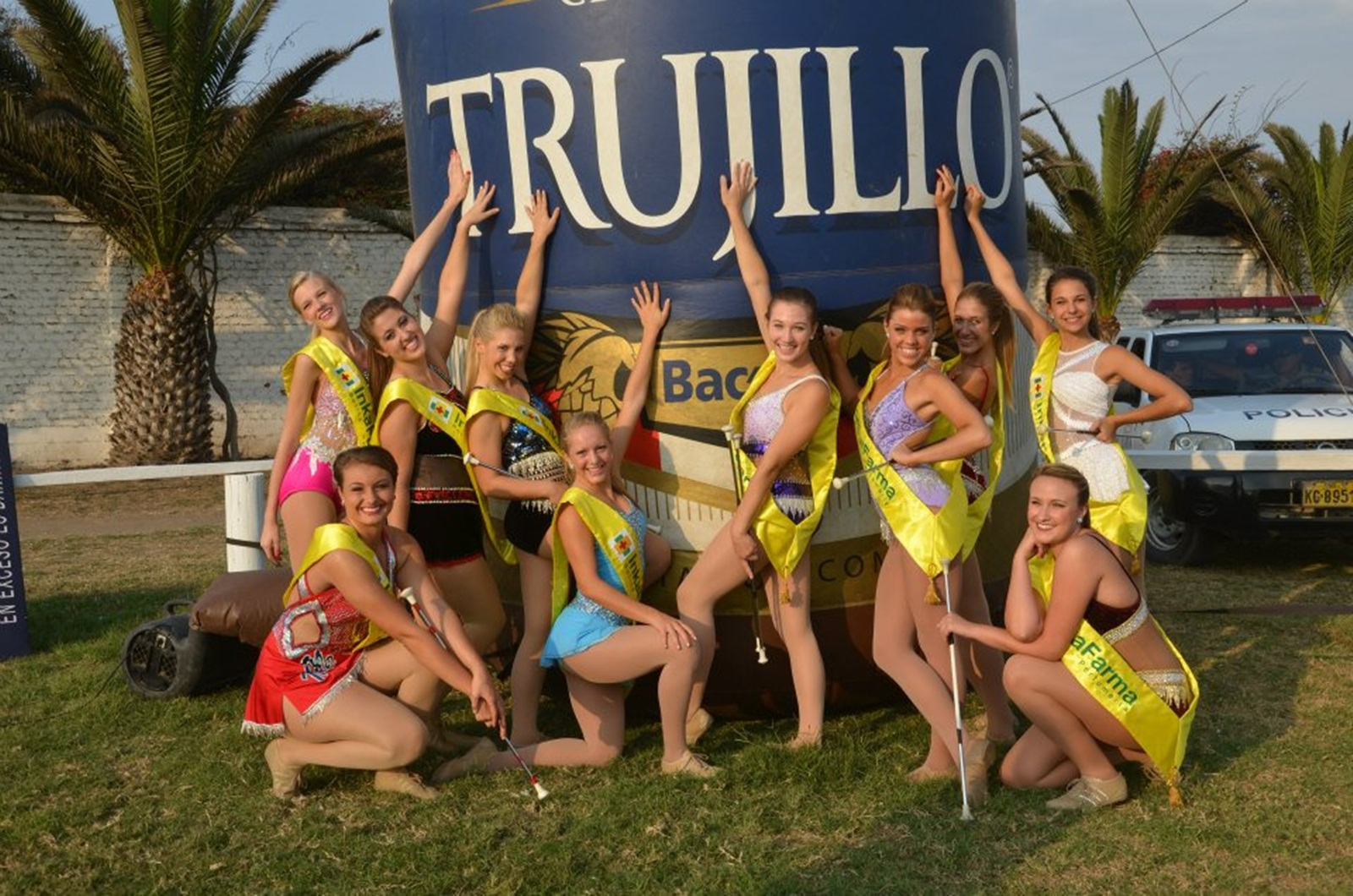
Guaripoleras en el Festival de la Primavera.

- Festival Internacional de la Primavera (septiembre-octubre): Es considerado el festival representativo de la ciudad, su principal atractivo es un tradicional desfile de carros alegórico con reinas de belleza de los clubes de leones de diferentes partes del continente; en el marco del festival se realizan actividades como la coronación de la reina de la primavera, el concurso de caballos de paso organizado por la Asociación de Criadores y Dueños de Caballos de Paso[173] y en el Festival Internacional de La Marinera en enero,[174] el desfile de reinas extranjeras. El primer festival se realizó en 1950.[175]

- Festival Internacional de Canto Lírico: Cuenta con la presencia de cantantes exponentes de la lírica internacional provenientes de América, Asia y Europa, además de contar con maestros y pianistas internacionales; es organizado por el Centro de Promoción Cultural de Trujillo, se lleva a cabo en el teatro municipal de la ciudad durante el mes de noviembre.[176]
- Festival Internacional de Ballet de Trujillo: Comenzó por realizar desde el año 1977 en el teatro municipal con la participación de delegaciones de numerosos países del mundo,[177] la versión nacional se realiza con la participación de delegaciones representando a diversas regiones del país.

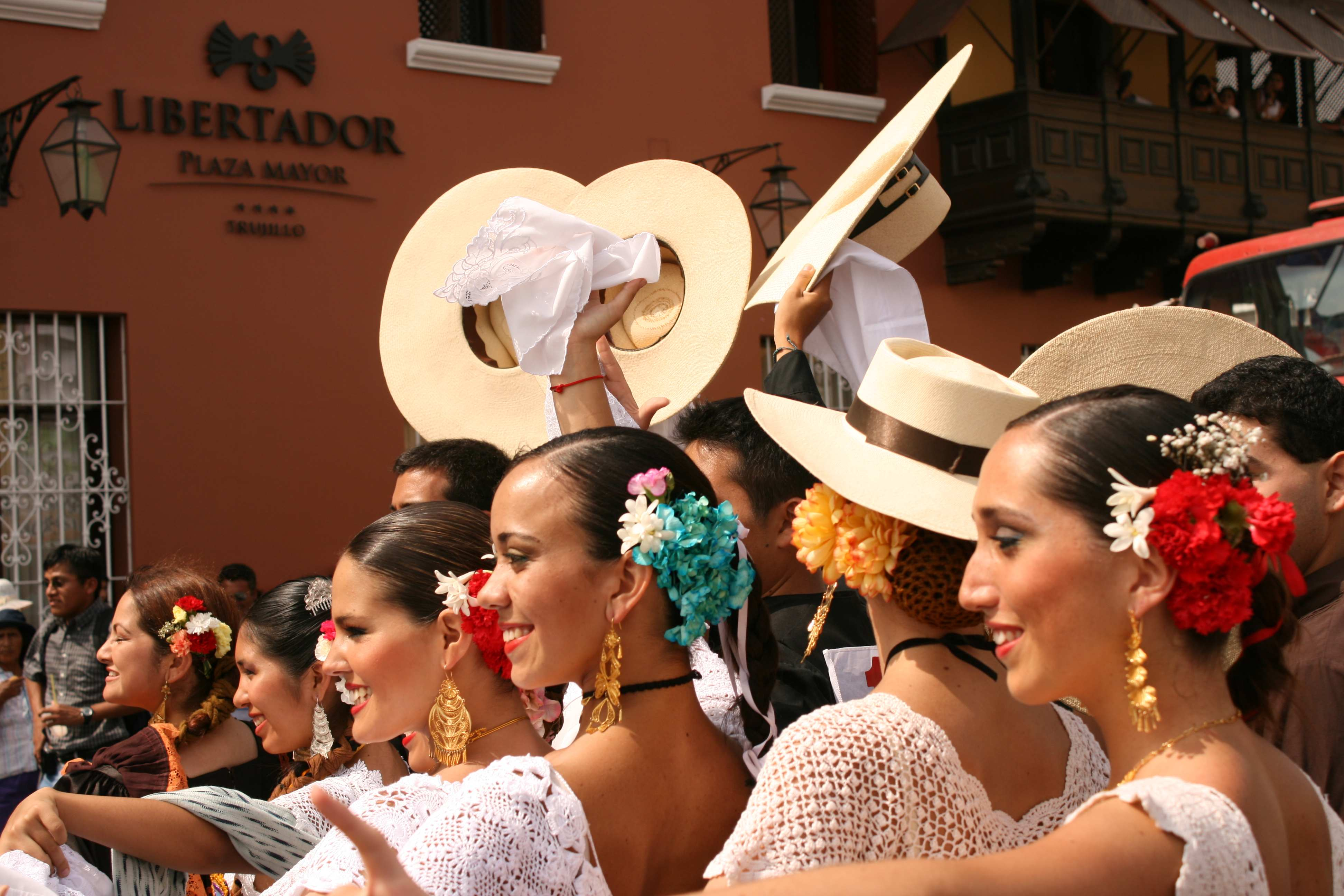
Bailarinas de marinera, en el Festival de la Marinera de Trujillo, se celebra en enero de cada año.

- Feria Internacional del Libro de Trujillo: Celebrada todos los años en la Plazuela El Recreo desde 2012.[26] Cuenta con la participación de escritores, pensadores, etc. de nivel internacional. Es organizada por la municipalidad provincial de Trujillo.[178]

### Música y danza
La música y el baile más representativo de la ciudad es la marinera. La ciudad es por esta misma razón considerada como Capital de la Marinera. La ciudad alberga un importante número de academias de baile donde se cultiva la práctica de esta danza tradicional. Estas academias sirven como centro de preparación para los participantes en el concurso nacional de marinera, realizado en el mes de enero de cada año.

### Costumbres
En la ciudad de Trujillo una de las tradiciones más antiguas y representativas y de gran impacto es el cuidado y la crianza de caballos de paso. El caballo de paso es considerado como el mejor caballo de silla del mundo, por ser el de andar más suave. En la localidad de Buenos Aires Norte en el distrito de Víctor Larco se ubica el local de la Asociación de propietarios y criadores de caballos de paso de La Libertad. En la ciudad existe el monumento denominado El Mural de caballos de paso el cual se encuentra ubicado en Víctor Larco y rinde homenaje a los tradicionales jinetes trujillanos y de la región denominados chalanes. El caballo de paso peruano es considerado oriundo del norte del Perú y ha sido declarado Patrimonio Cultural de la Nación por el Instituto Nacional de Cultura (INC) del gobierno peruano.
Asimismo, en las afueras de la ciudad, en el distrito de Huanchaco se aprecian a los caballitos de totoras, estas embarcaciones de origen preinca de proa levantada, hechas de totora prensada, miden de tres a cuatro metros de largo y en ellas los pescadores huanchaqueros continúan haciéndose a la mar, poniendo en práctica técnicas ancestrales de pesca.
- Semana Jubilar de Trujillo (primera semana de marzo): Conmemora a la fecha de instalación del primer cabildo de la ciudad realizada el 5 de marzo de 1535. Las celebraciones duran alrededor de 5 días y cuenta con la presentación de eventos culturales y artísticos.[182]
- Día de la Independencia de Trujillo (29 de diciembre): Conmemora al día de la proclamación de la independencia de Trujillo siendo declarado oficialmente feriado los días 29, 30 y 31 en toda la provincia en noviembre de 1920.[183] Se realiza el izamiento de banderas en la plaza de Armas de Trujillo y se llevan a cabo múltiples actividades culturales y artísticas en la celebración. Es una fecha representativa del civismo de la ciudad.[184]

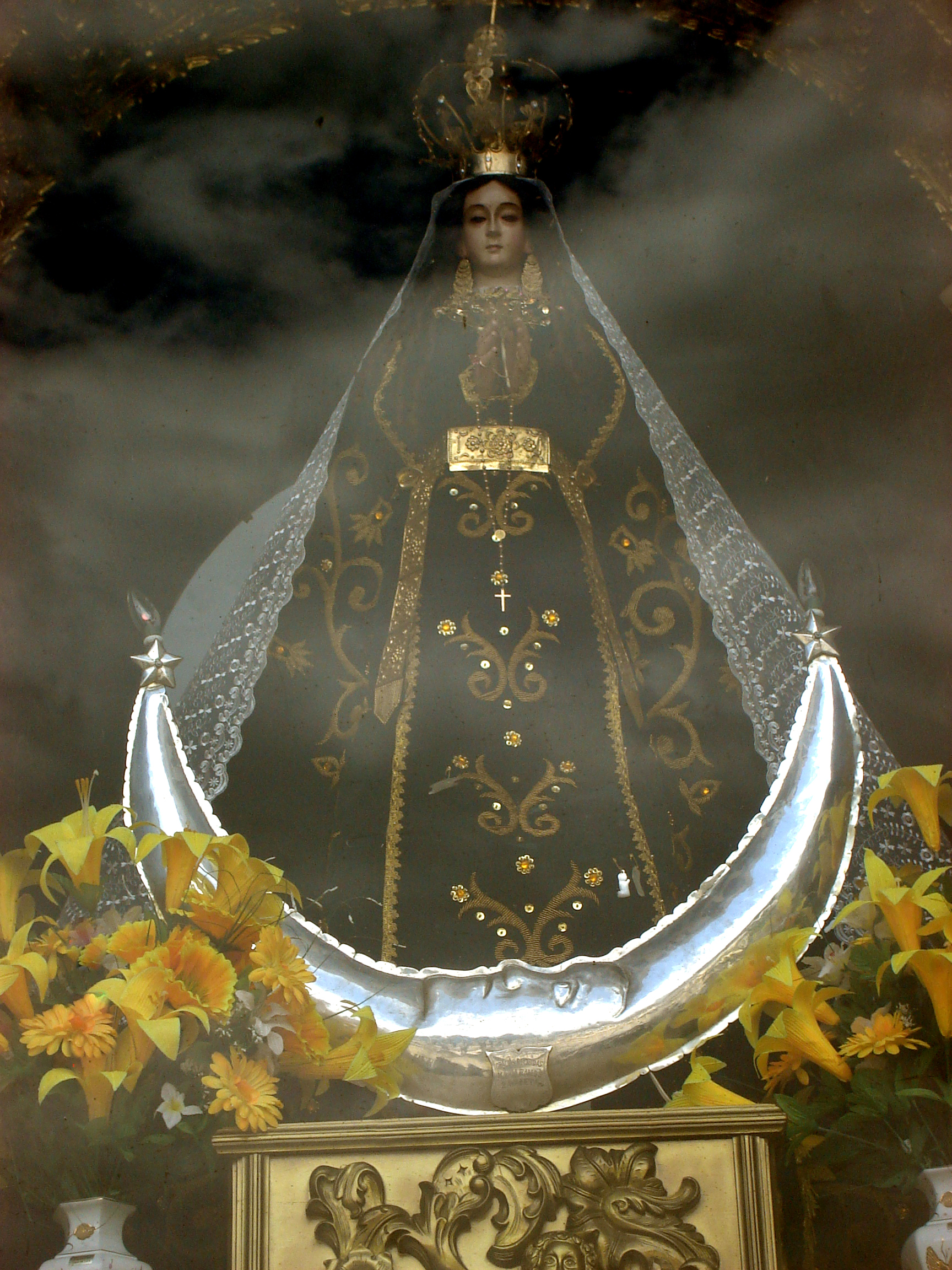
Imagen de la Virgen de la Puerta, patrona de la ciudad.

#### Manifestaciones religiosas
La arquidiócesis de Trujillo, a cargo del Monseñor Miguel Cabrejos Vidarte, es quien ejerce la jurisdicción eclesiástica católica en Trujillo.
En la ciudad se pueden encontrar diversas iglesias y catedrales construidas durante del Virreinato del Perú. Las edificaciones más destacadas de esta etapa son la Catedral de Trujillo, Iglesia de la Merced. 
De factura más reciente, se encuentra el templo de Trujillo operado por la Iglesia de Jesucristo de los Santos de los Últimos Días construido en el 2015 y ubicado en el distrito de Huanchaco.
Una de las manifestaciones religiosas católicas más prominentes de la ciudad y región es el culto a la Virgen de la Puerta, cuya imagen que data de la época virreinal sale en procesión por las calles de Otuzco del 13 al 16 de diciembre cada año. Es patrona de la ciudad junto a San Valentín y el 20 de enero de 2018, el papa Francisco la declaró «Madre de la Misericordia y de la Esperanza» durante su visita al Perú, donde también llegó la Santísima Cruz de Motupe y diversas representaciones del catolicismo del norte del país a Trujillo. Otra de las celebraciones más importantes y de mayor concurrencia es la Festividad del Señor de los Milagros, quien lleva el título de «Patrón Jurado y Protector de la ciudad de Trujillo», realizada en el mes de octubre con misas, procesiones y diversas manifestaciones de fe.

## Gastronomía

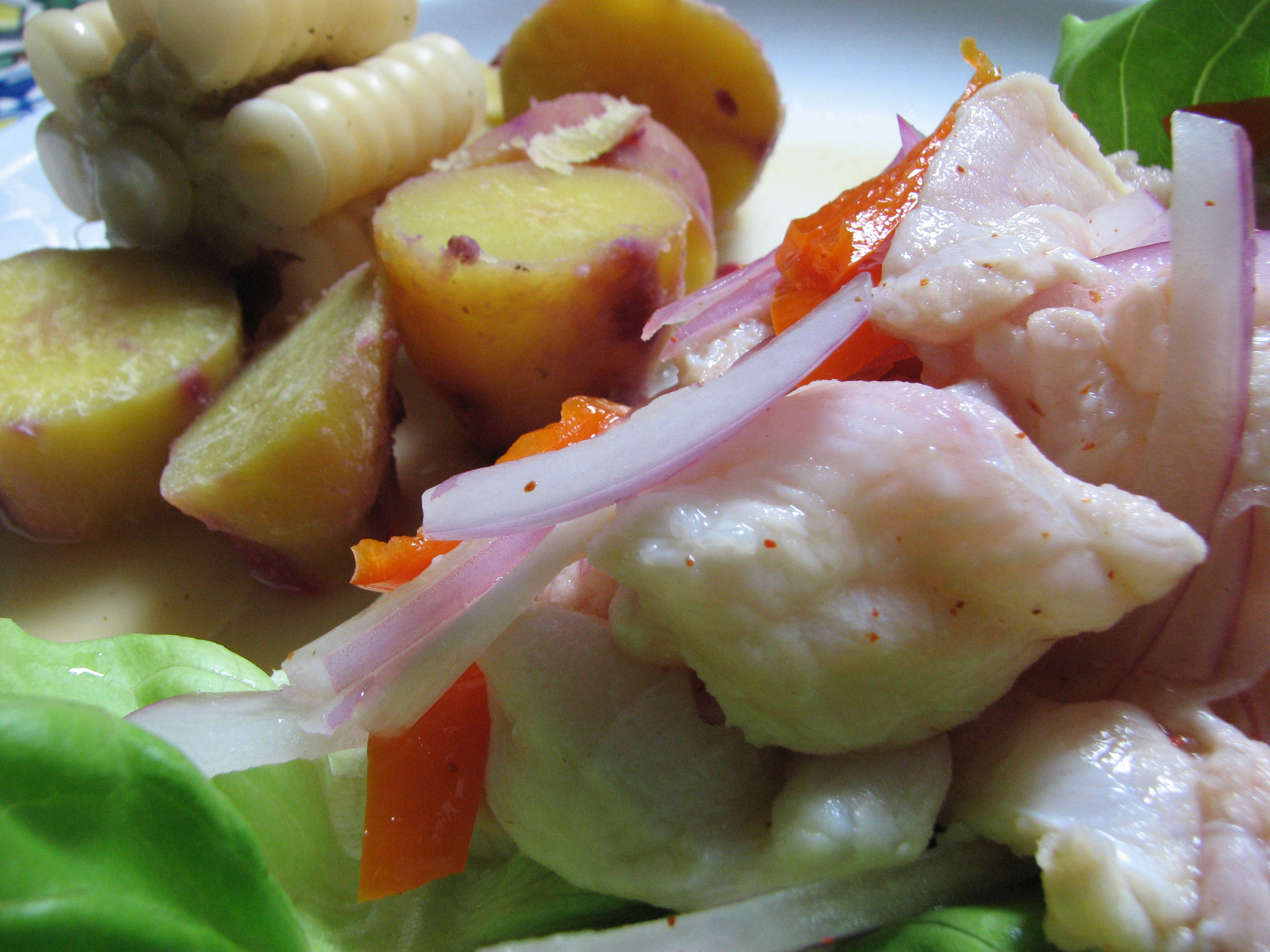
Típico plato de ceviche, Patrimonio Cultural de la Nación, según fuentes históricas peruanas, el ceviche se habría originado en primer lugar en la cultura de Moche, en el litoral de su actual territorio hace más de dos mil años.

La gastronomía trujillana presenta una diversificada cantidad de platos, en algunos casos de tradición milenaria; se preparan sobre la base de pescados, mariscos, algas marinas, aves, ganado, productos de la tierra. Se contabilizan en más de un centenar los potajes típicos.
Entre los platos típicos más representativos destacan:
- Ceviche: El plato se prepara a base de 5 ingredientes principales: filete de pescado cortado en trozos cocido con limón, cebolla, sal y ají limo o ají de Moche. El plato es añadido de una variedad de ingredientes a gusto, uno de los resultados de esta combinación es el cebiche mixto. Los pescados que pueden utilizarse son muy diversos e incluyen especies tanto de agua dulce como de mar, asimismo se incluyen otros frutos de mar como mariscos y algas marinas e incluso vegetales. El plato puede acompañarse a gusto de productos como camote, choclo, zarandaja, yuca, hojas de lechuga, yuyo, maíz tostado (denominado cancha), etc. Según fuentes históricas peruanas, el ceviche se habría originado en primer lugar en la cultura Moche, en el litoral de su actual territorio hace más de dos mil años.[187] Diferentes crónicas reportan que a lo largo de la costa peruana se consumía el pescado con sal y ají.[189] Este plato ha sido declarado Patrimonio Cultural de la Nación por el gobierno peruano.[190]

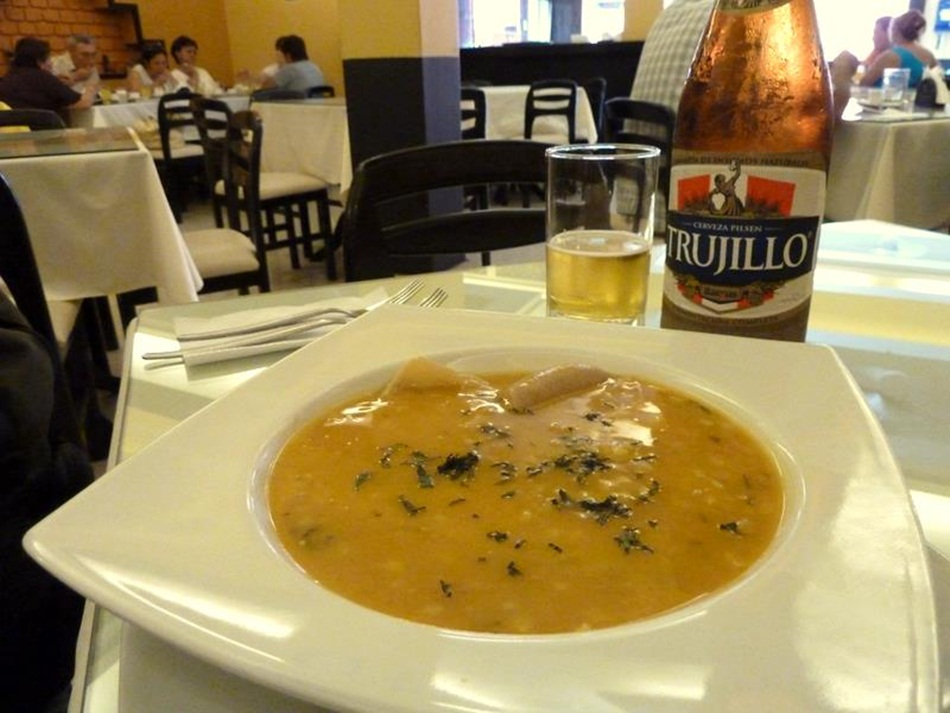
Shámbar, es un plato típico de la ciudad de Trujillo.

- Shámbar: Sopa proveniente de la sierra liberteña, es preparada a base de menestras y también incluye jamón ahumado. Se acompaña con maíz tostado llamado cancha. En los restaurantes tradicionalmente se sirve los días lunes.[191]
- Sopa teóloga: Sopa con raíces en la cocina medieval española y la romana antigua.[192] Contiene una gran variedad de ingredientes como gallina, pavo, menudencias, manteca, pan y azafrán, que se adorna con garbanzos, aceitunas, tajadas de huevo duro, perejil picado y tomate, y un aderezo de azafrán, cebolla y ají amarillo. Suele ser acompañado pepián de arroz con cabrito, zarandaja o lenteja bocona, y una rosca de manteca.[193] Suele servirse el Domingo de Ramos en Moche.[194]

También son platos típicos: Sopa de trigo, chicharrón de pescado, común en las cevicherías; chicharrón de pollo, suele acompañarse de ensalada de verduras y papas fritas; cangrejo reventado; tacu tacu con frejol canario; seco de ternero; frejoles a la trujillana; Pescado a la trujillana; frito norteño trujillano, etc.

## Transporte

### Transporte terrestre

#### Transporte público
En el decenio 2010-2020 el transporte público ha sufrido un proceso de modernización bajo una iniciativa impulsada por el MTC. En el 2021, se encuentra en proyecto el desarrollo del "Sistema Integrado de Transporte de Trujillo" (SITT). El proyecto planea cubrir el área urbana de Trujillo con un Corredor Norte-Sur bajo un sistema coordinado de rutas con un sistema de cobro electrónico.

### Transporte marítimo

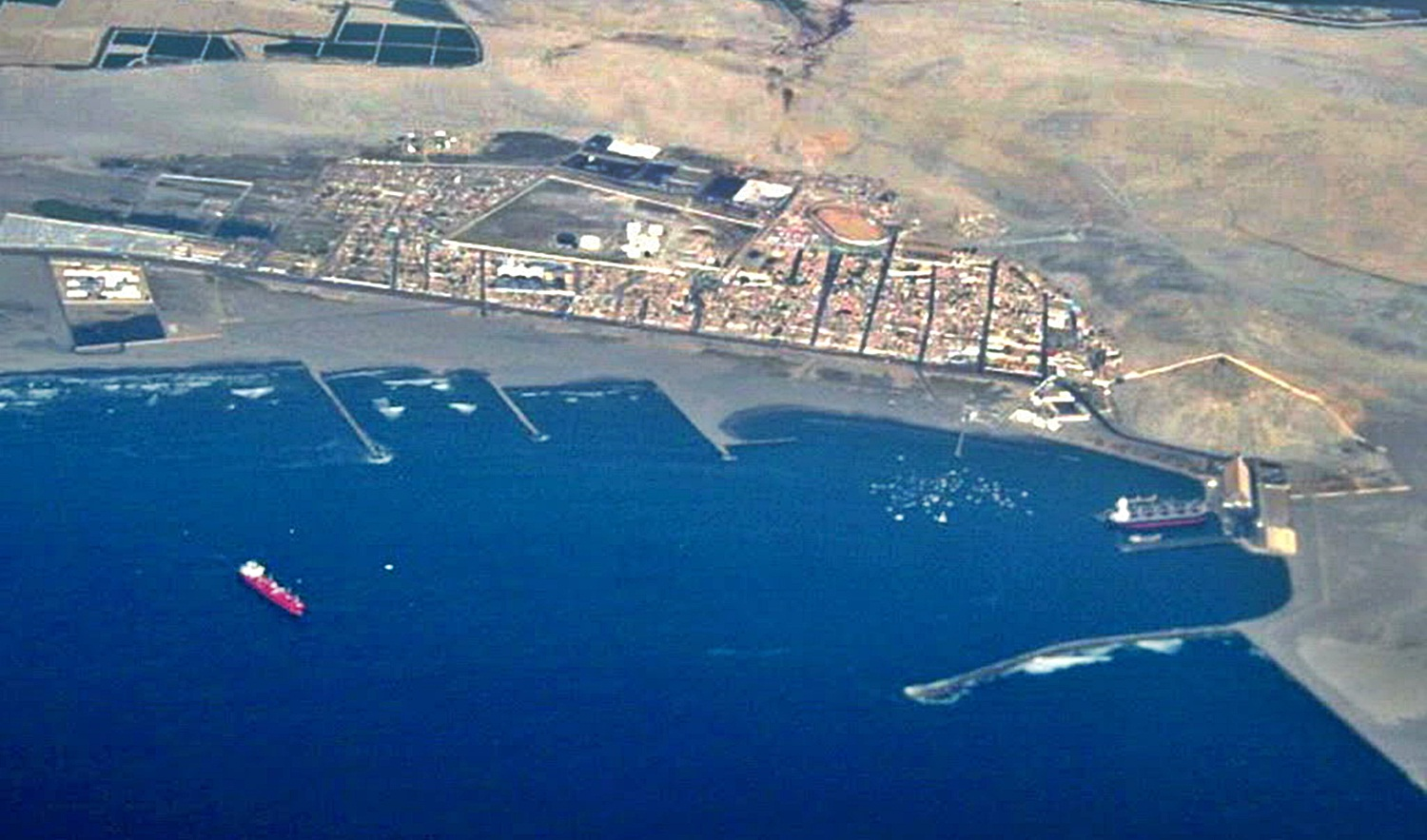
Puerto de Salaverry de Trujillo.

El Puerto de Salaverry es el principal puerto de la ciudad y se ubica en el distrito de Salaverry, este cuenta con dos muelles de atraque de 225 m. y de 230 m. y cuatro amarraderos, lo que le permite recibir simultáneamente cuatro naves de gran calado. 
El puerto es el principal de la región pues a través de él se exporta la producción regional de La Libertad; es uno de los más modernos, dotados de servicios y equipamientos para operaciones de embarque, desembarque y almacenamiento, con capacidad disponible para atender un mayor flujo portuario; además recibe naves de instrucción militar y naves turísticas tipo crucero de todas partes del mundo.
El área de influencia se da en los departamentos de La Libertad, Lambayeque, Cajamarca, y Ancash; actualmente es uno de los puertos comerciales más activos del país.

### Transporte aéreo
El Aeropuerto Internacional Capitán FAP Carlos Martínez de Pinillos es el terminal aéreo de la provincia de Trujillo. El mismo está ubicado en las afueras de la ciudad, en la ciudad de Huanchaco. En el año 2012, tuvo un tráfico 402 491 pasajeros en el ámbito nacional y un flujo de carga de 742 toneladas.
El aeropuerto mantiene conexiones con las ciudades de Arequipa, Cusco, Lima y Santiago de Chile.
Este aeropuerto actualmente cuenta con una pista de aterrizaje de 3,000 metros de longitud por 45 metros de ancho, luego de haber sido ampliada en 2005 y puede recibir aeronaves hasta del tipo Boeing-747-400. Desde el año 2012 se encuentra bajo la administración de la empresa privada “Corporación Peruana de Aeropuertos y Aviación Comercial” (CORPAC S.A.) que logró la concesión el 11 de diciembre del 2006 y es la principal puerta de entrada a la ciudad y a la región.
Ver fuente y consulta Wikidata.

## Medios de comunicación

### Prensa escrita
Diarios: La Industria, Correo, Satélite y Nuevo Norte

## Servicios públicos y aprovisionamiento

### Infraestructura energética
La distribución de la energía eléctrica en la ciudad está a cargo de Hidrandina. La tasa de electrificación alcanza el orden del 91% siendo el distrito de Trujillo el de mayor cobertura y el de El Porvenir el de menor con 82%. En el 2010 en la ciudad se consumió un total de 428 159 MWh de energía eléctrica, correspondiendo a los distritos de Trujillo y La Esperanza las tasas más altas de consumo.

### Agua potable
La principal fuente de abastecimiento proviene de la planta de tratamiento de Salaverry, la planta cuenta con una capacidad de producción de 1,25 m³/s. La empresa encargada de la distribución de agua potable es SEDALIB S.A. la que adquiere el agua del proyecto especial CHAVIMOCHIC y a la vez explota 33 pozos tubulares del acuífero del valle de Santa Catalina.
La producción per cápita de agua es de 210 litros por persona, y una demanda anual de 899 000 m³/año. La cobertura del servicio del agua potable en la ciudad es de 91,74%.

### Educación
| UNIVERSIDADES | UNIVERSIDADES | UNIVERSIDADES |
| Universidad | Estudiantes   | Instalación   |
| --- | ------------- | ------------- |
| Universidad Nacional de Trujillo | 17 305        | 1824          |
| Universidad Antenor Orrego | 9710          | 1988          |
| Universidad César Vallejo | 10 960        | 1989          |
| Universidad Privada del Norte | 4807          | 1996          |
| Universidad Católica de Trujillo | 589           | 2010          |
| Universidad Privada de Trujillo | 479           | 2010          |
| Fuentes: censo de 2007, II Censo Nacional Universitario 2010* En la tabla solo se listan las universidades con sede en la ciudad de Trujillo |               |               |

La ciudad de Trujillo muestra una tasa de analfabetismo de 5,5 %. En la ciudad en el 2007 existían 833 centros educativos, el 83% de planteles se concentra en el continuo urbano, correspondiendo el 50% al distrito de Trujillo. La mayoría de los establecimientos educativos, en el distrito de Trujillo, son los de nivel secundario (53%), cuya oferta es cubierta en mayor parte por instituciones privadas. La ampliación de la infraestructura educativa estatal y creciente participación del sector privado en la educación, ha permitido el progreso de la cobertura educativa en la ciudad.

#### Educación superior
La ciudad cuenta con un total de 9 locales de educación de nivel universitario o superior. El distrito de Trujillo es quien conglomera la mayor parte de ellos con 6 instituciones, dentro de las cuales se encuentran las siguientes universidades y centros de estudio superior:
- Universidad Nacional de Trujillo
- Universidad Privada Antenor Orrego
- Universidad Privada del Norte
- Universidad Tecnológica del Perú
- Escuela Superior de Bellas Artes de Trujillo Macedonio de la Torre
- Conservatorio Regional de Música Carlos Valderrama
- Escuela Superior Indoamérica

En el distrito de Víctor Larco Herrera:

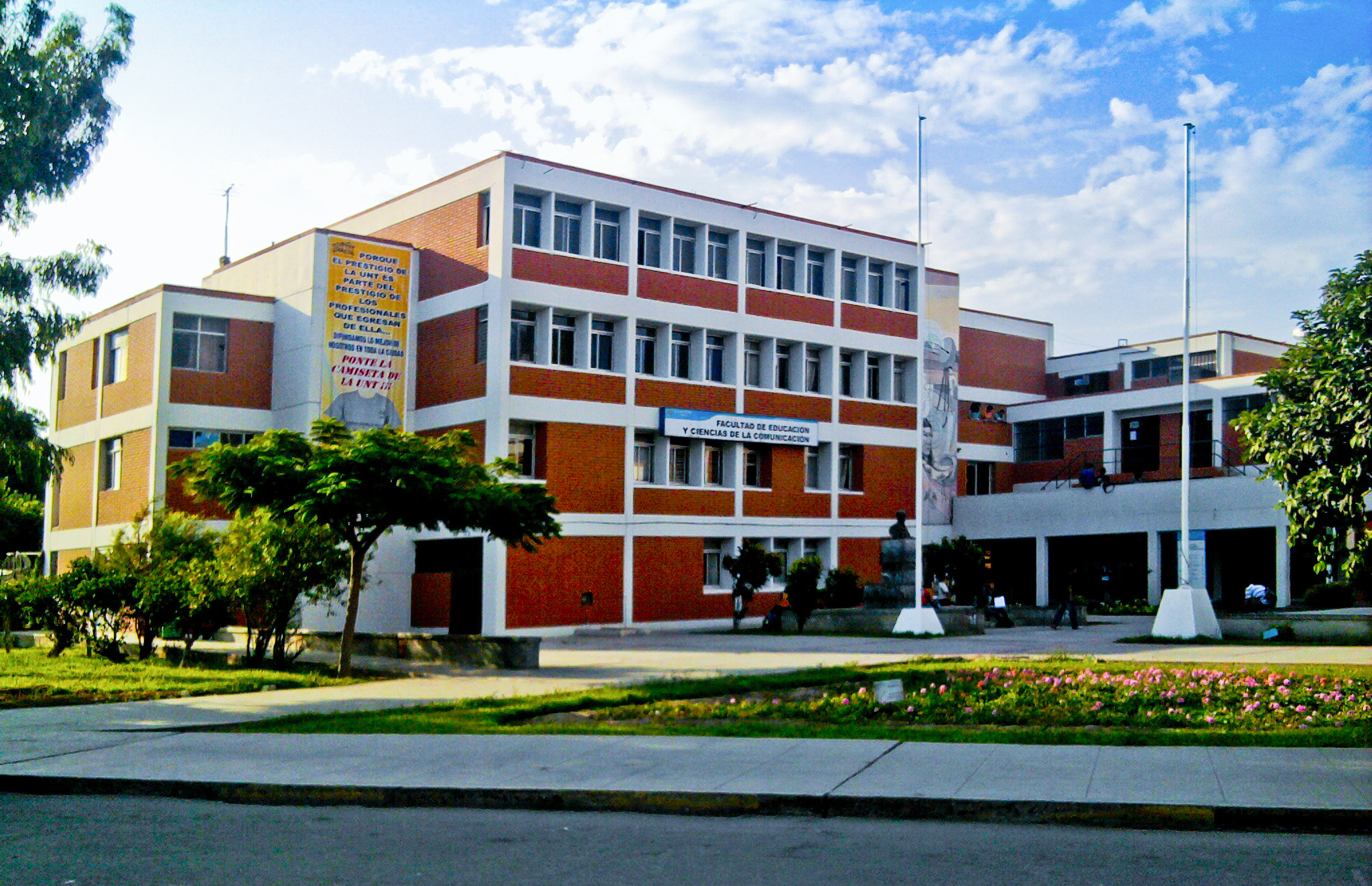
Universidad Nacional de Trujillo, fue la primera universidad republicana fundada en el país el 10 de mayo de 1824 por Simón Bolívar y José Faustino Sánchez Carrión.

- Universidad César Vallejo

En el distrito de Moche:
- Universidad Católica de Trujillo.

##### Universidad Nacional de Trujillo
Entre todas las universidades destaca la Universidad Nacional de Trujillo, la única universidad nacional de la ciudad, fundada en 1824 por el libertador Simón Bolívar y por José Faustino Sánchez Carrión, es la cuarta más antigua de Perú y fue la primera republicana del país.

Parque de Derecho de la Universidad Nacional de Trujillo, (inferior) y Centro de Idiomas CIDUNT (superior).

##### Centros de educación artística
Entre los institutos de educación superior en Trujillo se encuentra la Escuela Superior Indoamérica donde se han formado profesores de primaria y secundaria desde 1965. Asimismo algunos de los institutos que también se encuentran en la ciudad son el Instituto Nueva Esperanza, Instituto Tecnológico Trujillo, Instituto Pedagógico Santo Tomas De Aquino, Instituto Tecnológico del Norte. etcétera.
Además de los centros de formación superior universitaria y tecnológica la ciudad también cuenta con centros superiores de formación artística como el Conservatorio Regional de Música Carlos Valderrama el cual tiene rango universitario presentando carreras profesionales de formación musical y otorgando grados de bachiller y títulos de licenciado a nombre de la nación en sus respectivas carreras.

También es un centro superior de formación artística en la ciudad la Escuela Superior de Bellas Artes de Trujillo Macedonio de la Torre fundada por el pintor indigenista Pedro Azabache Bustamante, donde se forman artistas en diversos campos de las bellas artes como son la escultura y la pintura.

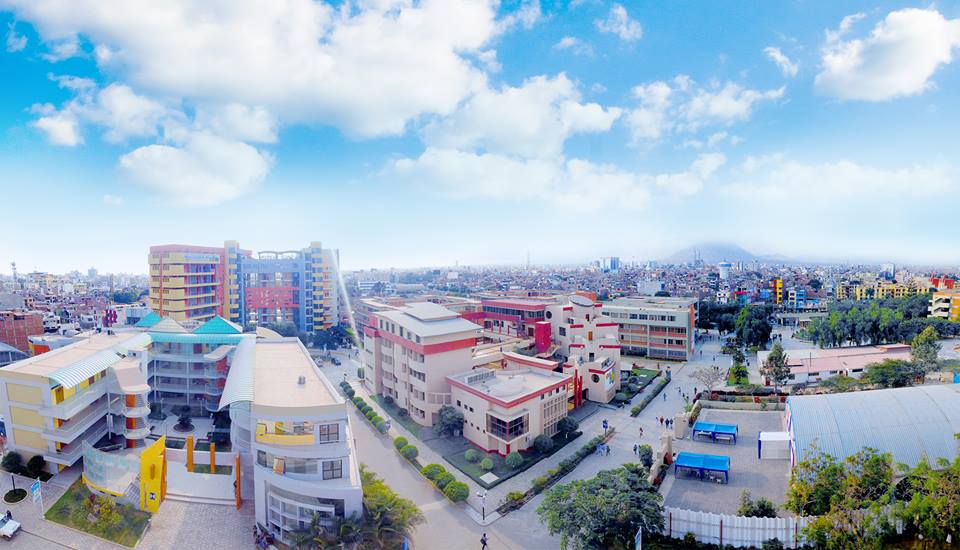
Campus de la UPAO en Trujillo, la segunda universidad con más estudiantes en la ciudad.

### Sanidad
Respecto a los servicios de salud en Trujillo existen un total de 97 establecimientos entre hospitales, centros materno infantil, centros de salud, clínicas, policlínicos, postas médicas; de estos el 66% pertenecen al sector público y 34% al sector no público, siendo el Ministerio de Salud del gobierno peruano el que cuenta con mayor cantidad de establecimientos (50%), brinda mayor atención en consulta externa (44%), en servicios de laboratorio y rayos X (68%) e internamiento (56%). 
EsSalud, dentro de su red asistencial, cuenta con 6 hospitales, 2 policlínicos, además cuenta con diferentes centros médicos y de atención primaria; los establecimientos de salud privados, privados son 10 clínicas y 5 centros médicos. El continuo urbano de Trujillo concentra el 75% de los establecimientos de salud; en el distrito capital se ubica el 40% de establecimientos. Algunos de los establecimientos de salud importantes son:
| - EsSalud - Hospital de Alta Complejidad de La Libertad - Nivel IV: Hospital Víctor Lazarte Echegaray - Nivel I: Hospital Albrecht - Nivel I: Hospital de Florencia de Mora - Nivel I: Hospital de La Esperanza - Nivel I: Hospital de Moche | - Ministerio de Salud - Hospital Belén - Hospital Regional Docente de Trujillo. - Hospital Vista Alegre - Hospital La Noria | - Ministerio de Salud (Institutos regionales) - Instituto Regional de Enfermedades Neoplásicas (IREN) - Instituto Regional de Oftalmología (IRO) |

## Deportes

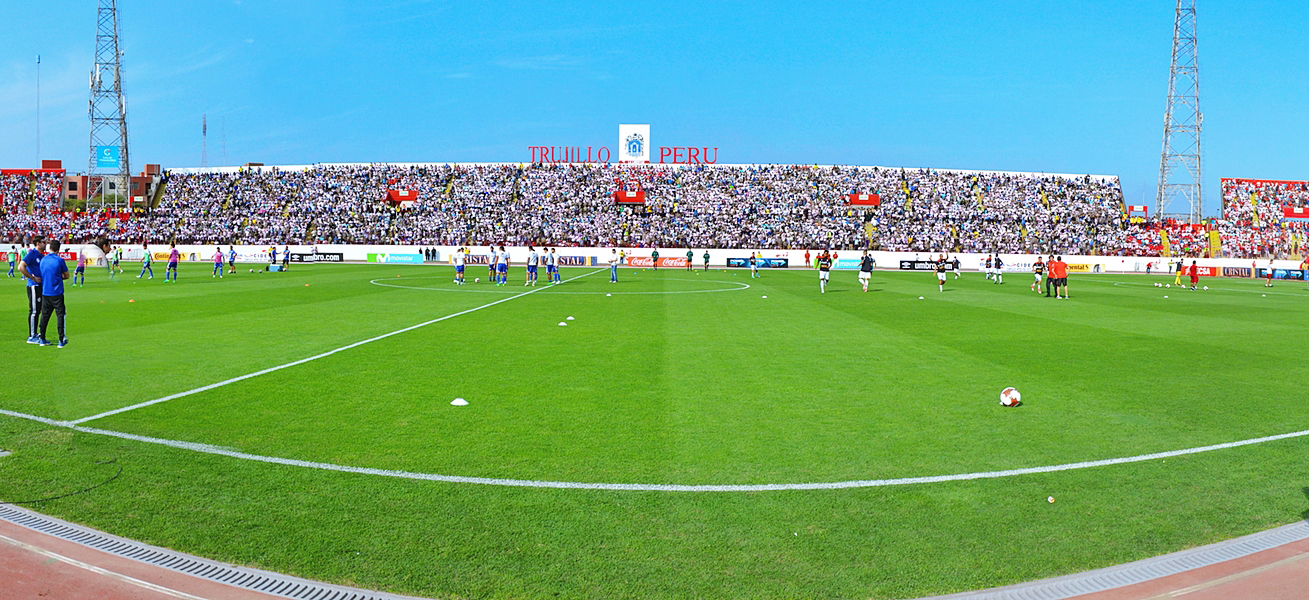
Vista del estadio Manshiche durante un partido de fútbol.

### Fútbol
El deporte más seguido en Trujillo es el fútbol, este deporte se encuentra representado por el club de fútbol Carlos A. Mannucci y el César Vallejo principalmente. Además, La Libertad destaca en este ámbito ya que es el segundo departamento que más equipos tiene en primera división con un total de tres, dos en Trujillo y uno en Pataz. Entre los clubes históricos de la ciudad tenemos:

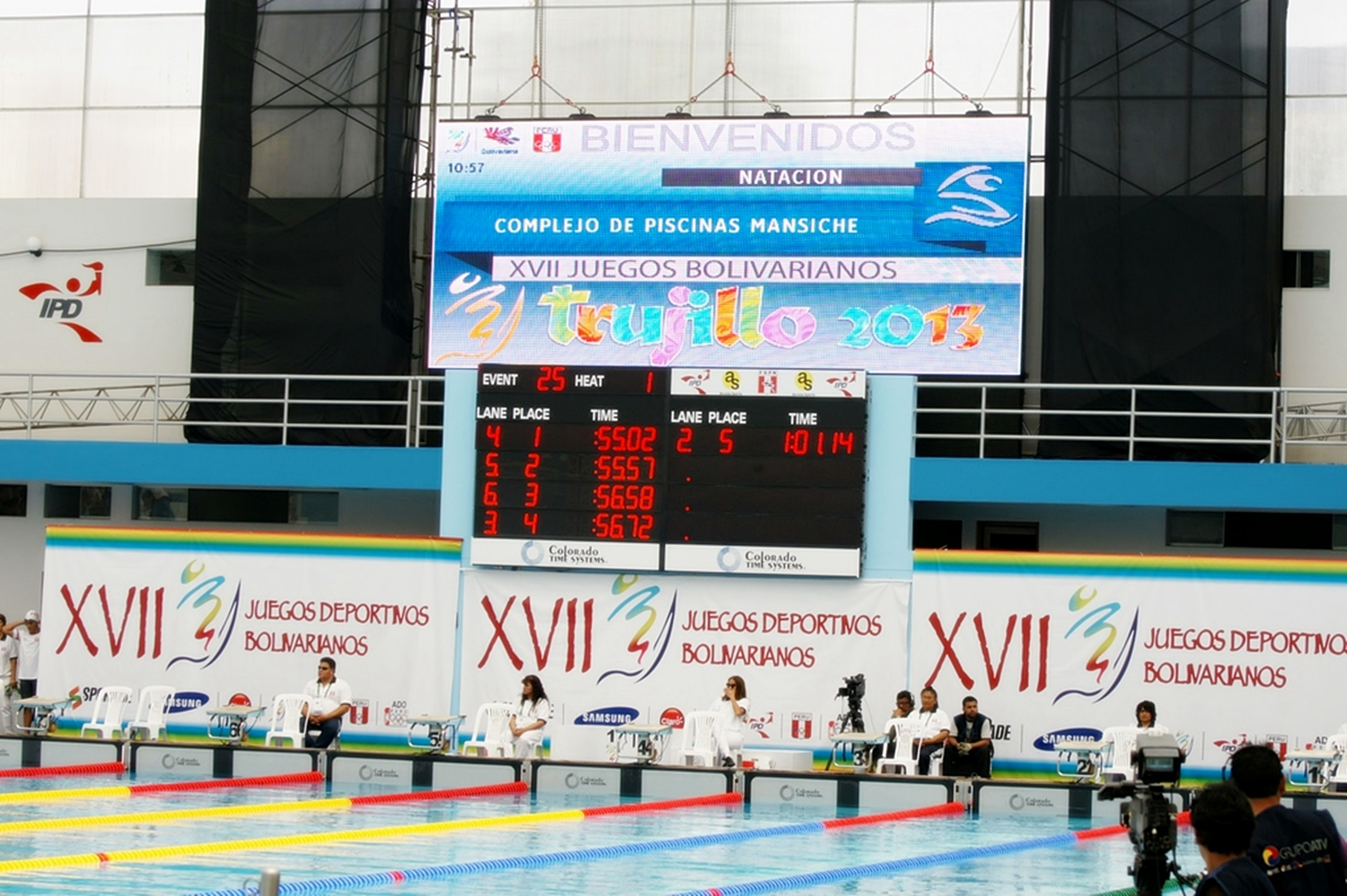
Vista de la Piscina Olímpica durante los XVII Juegos Bolivarianos de 2013.

| Clubes de Fútbol   |                         |          |                  |
| Equipo             | Fundación               | Estadio  | Liga             |
| Carlos A. Mannucci | 16 de noviembre de 1959 | Mansiche | Segunda división |
| Alfonso Ugarte     | 01 de agosto de 1917    | Mansiche | Copa Perú        |
| Carlos Tenaud      | 3 de noviembre de 1921  | Mansiche | Copa Perú        |
| César Vallejo      | 06 de enero de 1996     | Mansiche | Segunda división |

### Escenarios deportivos
- Complejo Deportivo Mansiche es escenario deportivo principal y más importante de la ciudad con capacidad de unos 25 036 espectadores. Se ubica cerca a la avenida Mansiche. Fue fundado el 12 de octubre de 1946.[220]

Dentro de él se encuentra el estadio Mansiche, el estadio principal de la ciudad metropolitana, en él se desarrolla la liga de fútbol de primera división de la ciudad y fue uno de los escenarios más importantes de los Juegos Bolivarianos Trujillo 2013.
En este complejo también se encuentra el Coliseo Gran Chimú que sirve de localización para eventos deportivos como el vóley, básquet, etc, también es sede desde la década de 1970 del Concurso Nacional de Marinera.
- Complejo Deportivo Mochica Chimú. Ubicado en el barrio Chicago, dentro de si alberga al estadio Chan Chan, el coliseo y el polideportivo Huaca de la Luna, con una capacidad de 6 000, 3 500 y 3 000 espectadores respectivamente.[220]

| Predecesor: Sucre | Ciudad Bolivariana 2013 | Sucesor: Santa Marta |

## Ciudades homónimas
- Trujillo, Venezuela
- Trujillo, Honduras.
- Trujillo, España.

## Relaciones exteriores

### Ciudades hermanas
La ciudad de Trujillo ha tenido a lo largo de su historia, diversos hermanamientos con ciudades de varios continentes, además de algunas regiones o comunidades autónomas. Ciudades hermanadas con Trujillo:
| - Barcelona, España (desde 1991) - Decatur, Estados Unidos (desde 1993) - Metepec, México (desde 1996) - Salt Lake City, Estados Unidos (desde 2005) - Sucy-en-Brie, Francia (desde 2006) - Pabillonis, Italia (desde 2007) - Monterrey, México (desde 2009) - Ecatepec de Morelos, México (desde 2010) - Timișoara, Rumanía (desde 2010) - Dallas, Estados Unidos (desde 2013) | - Cajamarca (desde 2015) - Machala, Ecuador (desde 2017) - Trujillo, España - Kuala Lumpur, Malasia - Trujillo, Venezuela - Trujillo, Honduras - Managua, Nicaragua - Asunción, Paraguay - Garabito, Costa Rica |

### Representación consular
Trujillo acoge algunos consulados, de aquellos países con los que se mantienen mayor número de relaciones comerciales o presencia de inmigrantes de esos países en la zona.
- España
- Reino Unido
- Uruguay
- Italia
- Austria
- Polonia
- Francia

### Libros
- Goméz Cumpa, José (2000).  Universidad Nacional Pedro Ruiz Gallo, ed. Trujillo del Perú: Una visión ilustrada de la sociedad regio- nal en el norte del Perú (siglos XVI – XVIII).

- Chanfreau, Marie-Françoise (1995). La vivienda en los pueblos jóvenes (en Perú): creación de una nueva tipologia regional. M. IFEA: Instituto francés de estudios andinos. Archivado desde el original el 7 de noviembre de 2012. Consultado el 21 de julio de 2009.

- El Concejo Provincial de Trujillo (1963). Guía de Trujillo. p. 29.

- Klarén, Peter (1970). Formación de las haciendas azúcares y orígenes del APRA. Instituto de Estudios Peruanos.

- Instituto Nacional de Estadística e Informática (2007). «Población y crecimiento» (pdf).  En Dirección Técnica de Demografía y Estudios Sociales y Centro de Investigación y Desarrollo del INEI, ed. Perfil sociodemográfico del Perú (2ª edición). Lima: Centro de Edición de la Oficina Técnica de Difusión del INEI. pp. 23-29. Archivado desde el original el 14 de noviembre de 2012. Consultado el 27 de diciembre de 2011.

- Pizarro, Francisco (2007). Testimonio: Documentos oficiales, cartas y escritos varios. CSIC-Dpto. de Publicaciones. p. 404. ISBN 9788400063849.

- Rivera, Edgardo (1998). Antología de Trujillo. undación Manuel J. Bustamente de la Fuente,. p. 367.

- La Riva Vegazzo, Iván. Viajero antes que turista; 1.ª. Ed. 2004; 303 págs.

- Tinoco, Andrés (1987), Gobiernos regionales en un estado aprista. Plata S.A. Editores CIDEL: Centro de investigaciones para el desarrollo.

- Alva Castro, Luis (2004). Bolívar en La Libertad. biblioteca digital andina. p. 178. Archivado desde el original el 17 de agosto de 2022. Consultado el 1 de febrero de 2022.

- Toribio Polo, José (1919). Trujillo y sus obispos, año 1877. Imp. Torres Aguirre. p. 65.

- Centro de Estudios de Historia Eclesiástica del Perú (1931). Monografía de la diócesis de Trujillo, Volumen2. Imprenta Diocesana. p. 178. Consultado el 1 de febrero de 2022.
- Martín Rubio, María del Carmen (2004).  Ediciones Paraninfo, S.A., ed. Francisco Pizarro. Imprenta Diocesana. p. 413. ISBN 8484597156. Consultado el 1 de febrero de 2022.

### Publicaciones
- Cotler, Julio (2011). «Poder y cambio en las regiones».  En Programa de las Naciones Unidas para el desarrollo, ed. Serie Desarrollo Humano (Instituto de Estudios Peruanos) (15). Consultado el 11 de agosto de 2012.
- Instituto Nacional de Estadística e Informática (2012). Perú: Estimaciones y Proyecciones de Población Total por Sexo de las Principales Ciudades, 2000-2015. Instituto Nacional de Estadística e Informática. p. 50.
- INEI (Instituto Nacional de Estadística e Informática) (2017).  Instituto Nacional de Estadística e Informática, ed. Perú: Perfil Sociodemográfico. Informe Nacional. Censos Nacionales 2017: XII de Población, VII de Vivienda y III de Comunidades Indígenas. Instituto Nacional de Estadística e Informática. Consultado el agosto de 2018.
- INEI (Instituto Nacional de Estadística e Informática) (2021).  Instituto Nacional de Estadística e Informática, ed. Estadísticas del Bicentenario (1). Instituto Nacional de Estadística e Informática. Consultado el 4 de agosto de 2021.
- INEI (Instituto Nacional de Estadística e Informática) (2022). «Perú: 50 años de cambios, desafíos y oportunidades poblacionales».  En Instituto Nacional de Estadística e Informática, ed. Perú: 50 años de cambios, desafíos y oportunidades poblacionales (Instituto Nacional de Estadística e Informática) (1). Consultado el 23 de enero de 2022.
- INEI (Instituto Nacional de Estadística e Informática) (2021a).  Instituto Nacional de Estadística e Informática, ed. Directorio Nacional de Municipalidades Provinciales, Distritales y Centro Poblados 2021 (1). Instituto Nacional de Estadística e Informática. Consultado el 23 de enero de 2022.
- «Migración Interna Reciente y Sistema de ciudades 2001-2007». Sistema de Ciudades (Instituto Nacional de Estadística e Informática): 27. 2009. Archivado desde el original el 16 de octubre de 2013.
- INEI (Instituto Nacional de Estadística e Informática) (2023). «Situación de la Población Peruana: Una mirada hacia los jóvenes 2023».  En Instituto Nacional de Estadística e Informática, ed. Situación de la Población Peruana: Una mirada hacia los jóvenes 2023 (Instituto Nacional de Estadística e Informática) (1). Consultado el 15 de julio de 2023.
- Municipalidad Provincial de Trujillo (1995a). «Plan Estratégico de Desarrollo Integral y Sostenible». Plan de Desarrollo de Trujillo.
- Municipalidad Provincial de Trujillo (1995b). Plan de Desarrollo Metropolitano de Trujillo. p. 160. Archivado desde el original el 24 de septiembre de 2015.
- Municipalidad Provincial de Trujillo (2021a). Plan de Desarrollo Metropolitano de Trujillo 2020-2040 - Resumen ejecutivo. p. 183.
- Municipalidad Provincial de Trujillo (2021b). Plan de Desarrollo Metropolitano de Trujillo 2020-2040 - Propuestas. p. 621.
- Municipalidad Provincial de Trujillo (2021c). Plan de Desarrollo Metropolitano de Trujillo 2020-2040 - Diagnostico. p. 1049.
- García Bryce, Iñigo. «A Revolution Remembered, a Revolution Forgotten: The 1932 Aprista Insurrection in Trujillo, Peru». A contra corriente (en inglés): 277-322. Archivado desde el original el 5 de octubre de 2013. Consultado el 25 de agosto de 2012.
- promPerú (2008). «Destinos». PromPerú. Consultado el 14 de enero de 2022.
- Congreso de la República del Perú. «Primera Legislatura Ordinaria de 2012 - Tomo II». Diario de los debates: 1468. Consultado el 1 de febrero de 2022.
- Ministerio de Medio Ambiente (2008). «Guía climática turística». Guía climática turística. Consultado el 1 de febrero de 2022.
- CHÁVEZ CASTILLO, Sandra Natali (2015). «OFERTA Y DEMANDA TURÍSTICA POTENCIAL PARA EL DESARROLLO DEL ECOTURISMO EN LA PROVINCIA DE TRUJILLO». UNIVERSIDAD NACIONAL DE TRUJILLO: p. 6. Consultado el 7 de agosto de 2020.
- CABANILLAS QUIROZ, Guillermo Juan (2012). «PROPUESTA DE UN PLAN DE MEJORAMIENTO URBANÍSTICO-AMBIENTAL DEL CENTRO CÍVICO DE LA CIUDAD DE TRUJILLO». UNIVERSIDAD NACIONAL DE TRUJILLO: pp. 2, 3.
- Romero Vásquez, Liseth Fanny (2014). «SERVICIOS TURÍSTICOS QUE ATIENDEN LA DEMANDA DE LOS MOCHILEROS EN LA PROVINCIA DE TRUJILLO». Universidad Nacional de Trujillo, Facultad de Ciencias Sociales: p. 34. Consultado el 4 de agosto de 2020.
- «Decreto Supremo N° 004-2011-ED».
- REYES LUNA, Diana Beatriz (2020). «El impacto socioeconómico de la Guerra del Pacífico en Trujillo: 1879 - 1885». UNIVERSIDAD NACIONAL DE TRUJILLO: pp. 48, 49, 50, 51, 52. Consultado el 10 de septiembre de 2020
- Formación de las haciendas azucareras». Consultado el 11 de agosto de 2012.
- «Ubicación y presentación de Trujillo (pag. 13)». Archivado desde el original el 24 de septiembre de 2015. Consultado el 7 de mayo de 2012
- «Perú: Estimaciones y Proyecciones de Población Total por Sexo de las Principales Ciudades». p.38. marzo de 2012. Consultado el 7 de septiembre de 2020.
- América Economía (2009). «Ser verde en 2009 es como estar online en 1999»
- «La Ruta Moche - Mincetur». Archivado desde el original el 11 de julio de 2012. Consultado el 13 de agosto de 2012.
- Jorge Luis Ruiz Barcellos. «H uaca de los reyes». Archivado desde el original el 23 de octubre de 2013. Consultado el 2 de septiembre de 2012
- «Descubre Perú -Un país muchos destinos (Pag. 9)». Archivado desde el originalel 8 de diciembre de 2015. Consultado el 26 de julio de 2012.
- «Caballo de Paso Peruano - Patrimonio Cultural de la Nación - INC». Archivado desde el original el 28 de septiembre de 2013. Consultado el 29 de marzo de 2012.
- «Escuela superior de Bellas Artes Macedonio de la Torre». Archivado desde el original el 24 de noviembre de 2010. Consultado el 3 de septiembre de 2012
- «Redes Asistenciales EsSalud». Consultado el 3 de diciembre de 2015
- «Hospital Belén de Trujillo». Consultado el 17 de septiembre de 2012.
- «Hospital Regional Docente de Trujillo». Archivado desde el original el 28 de abril de 2013. Consultado el 17 de septiembre de 2012.
- «Instituto Regional de Oftalmología (IRO) - Trujillo». Archivado desde el original el 9 de julio de 2011. Consultado el 17 de septiembre de 2012.
- ARMAS AGUILAR, Arturo Alexander (2019). «Condiciones turísticas de las ciudades de Trujillo y Chiclayo para el desarrollo del turismo deportivo».
- ACUERDOS DE HERMANAMIENTO REGISTRADOS EN EL ARCHIVO NACIONAL DE TRATADOS “EMBAJADOR JUAN MIGUEL BÁKULA PATIÑO”. p. p. 1. Consultado el 12 de septiembre de 2020.